# Schönbuch

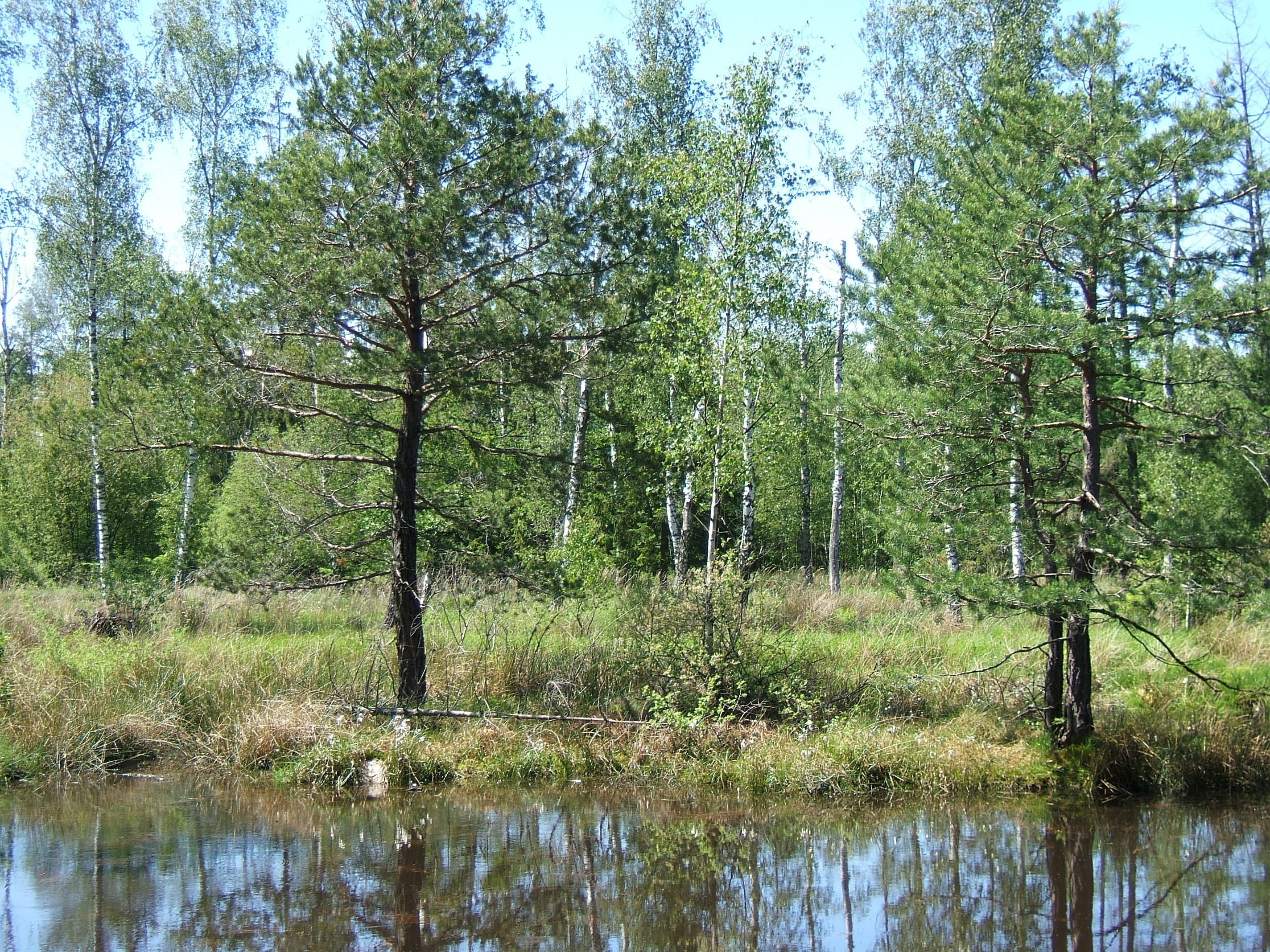
Birkensee auf dem Bromberg

Der Schönbuch ist ein fast vollständig bewaldetes Gebiet südwestlich von Stuttgart im Keuperbergland des südwestdeutschen Schichtstufenlands. Im Jahr 1972 wurde sein Kerngebiet zum ersten Naturpark in Baden-Württemberg erklärt. Dieser 156 km² große Naturpark wird heute meist einfach als Schönbuch bezeichnet, wohingegen für das ursprünglich so genannte, umfassendere Gebiet zur Unterscheidung jetzt meist die Bezeichnung Schönbuchregion verwendet wird. Der höchste Punkt des Schönbuchs liegt auf dem 583 m ü. NN hohen Bromberg.
Der Naturpark Schönbuch ist heute ein wichtiges Naherholungsgebiet für die Region Stuttgart. Er wird von verhältnismäßig wenigen öffentlich befahrbaren Straßen erschlossen. Viele anderswo in dieser Region selten gewordene Pflanzen und Tiere halten sich hier. Vom Bund Deutscher Forstleute wurde dem Schönbuch im Jahr 2014 der Titel Waldgebiet des Jahres verliehen.

## Geographie

### Geographische Lage

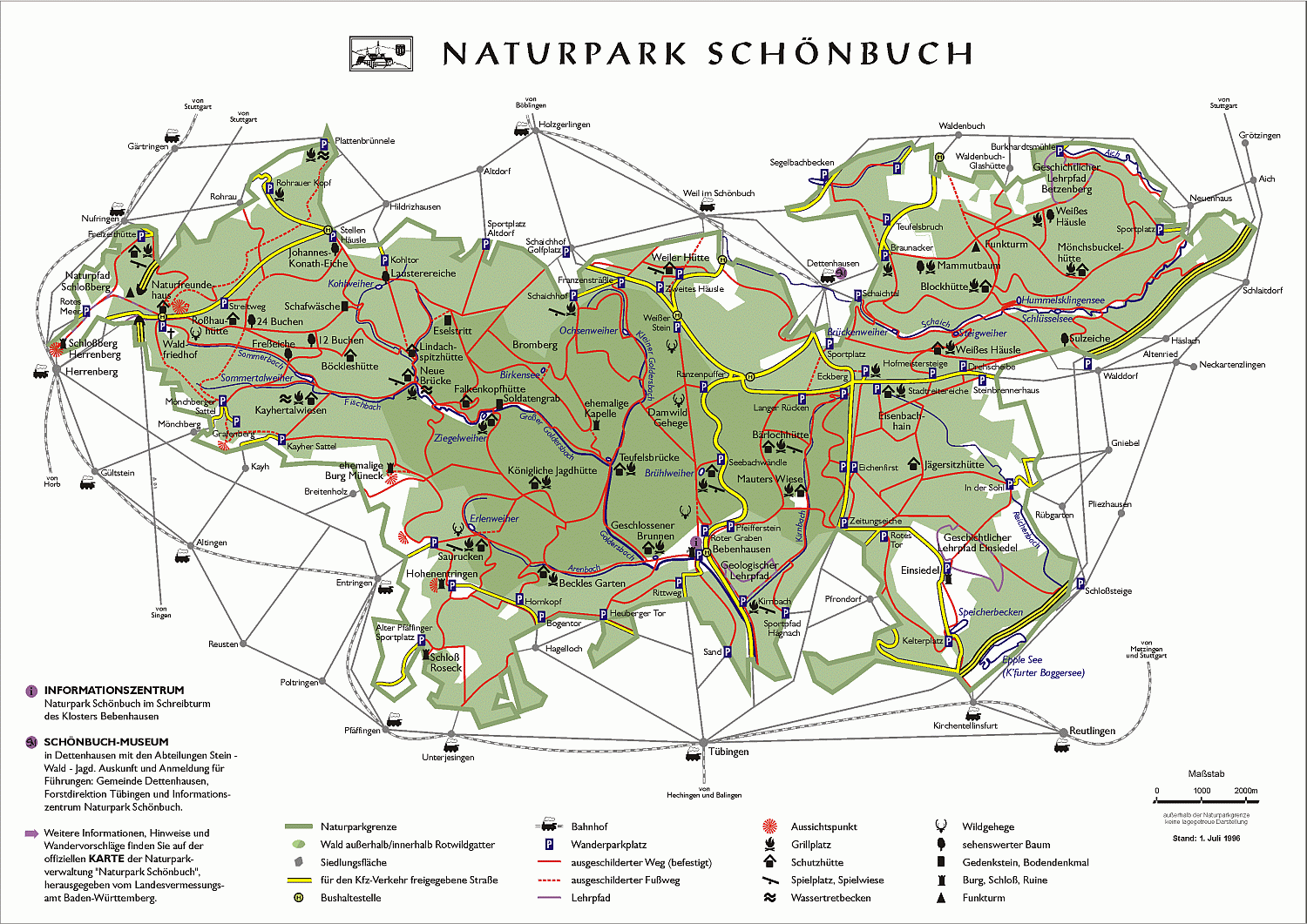
Karte des Naturparks Schönbuch

Die Grenzen der Schönbuchregion sind nur vage bestimmt, während das Gebiet des Naturparks genau festgelegt ist und nebenstehender Karte entnommen werden kann. Im Süden, Westen und Osten decken sich die Grenzen von Naturpark und Region in etwa, wobei jedoch die Region teilweise die Städte und Gemeinden an dessen Rand mit umfasst. Die südliche Begrenzung bilden die Täler von Ammer und Neckar.
Die westliche Grenze liegt nach üblicher Auffassung am Übergang zur Ebene des Gäu, die östliche dort, wo das Filderplateau beginnt. Im Norden werden zur Region noch das Siebenmühlental und die sogenannte Schönbuchlichtung mit den umgebenden Wäldern gerechnet. In der Schönbuchlichtung liegen die Ortschaften Altdorf, Hildrizhausen, Holzgerlingen, Weil im Schönbuch, Schönaich, Steinenbronn, Dettenhausen und Waldenbuch.

### Schutzgebiete
Der Naturpark Schönbuch ist das größte zusammenhängende Waldgebiet der Region Stuttgart. Seine Grenzen wurden durch die Naturparkverordnung im Jahr 1974 festgelegt. Er erstreckt sich etwa 25 Kilometer weit von Osten nach Westen und 10 Kilometer weit von Norden nach Süden. Der Naturpark Schönbuch liegt zu großen Teilen in den Landkreisen Böblingen und Tübingen, zu kleineren in den Landkreisen Esslingen und Reutlingen. Nur der Ort Bebenhausen liegt innerhalb der Naturparkgrenzen. Weitere Anrainerorte neben den Orten der Schönbuchlichtung sind (im Uhrzeigersinn) Aichtal, Schlaitdorf, Walddorfhäslach, Pliezhausen, Kirchentellinsfurt, Tübingen, Ammerbuch, Herrenberg, Nufringen und Gärtringen.
Große Teile des Schönbuch sind darüber hinaus sowohl als FFH-Gebiet (Nr. 7420-341 mit 11.249 Hektar) als auch als Vogelschutzgebiet (SPA-Gebiet) (Nr. 7420-441 mit 15.362 Hektar) ausgewiesen.
Das Landschaftsschutzgebiet Schönbuch erstreckt sich mit 12.424 Hektar ebenfalls über die Fläche von vier Landkreisen und hat deshalb auch vier Schutzgebietsnummern (1.15.016, 1.16.037, 4.15.009 und 4.16.004). Im Landschaftsschutzgebiet ist eine wirtschaftliche Nutzung mit Einschränkungen erlaubt.
Den strengsten Schutz im Schönbuch genießen zahlreiche Naturdenkmale sowie die Naturschutzgebiete Eisenbachhain, Grafenberg, Hirschauer Berg, Neuweiler Viehweide, Schaichtal, Schönbuch-Westhang/Ammerbuch, Spitzberg–Ödenburg und Sulzeiche. Darüber hinaus gibt es im Naturpark mit den Schonwäldern oder den strenger geschützten Bannwäldern Schutzgebiete nach dem Landeswaldgesetz. Im Jahre 2001 wurde der Naturpark Schönbuch mit angrenzenden Flächen als Teil des europaweiten Netzes Natura 2000 gemeldet, weil hier seltene Pflanzen, Waldgesellschaften und gefährdete Tierarten vorkommen.

### Bäche, Täler und Erhebungen

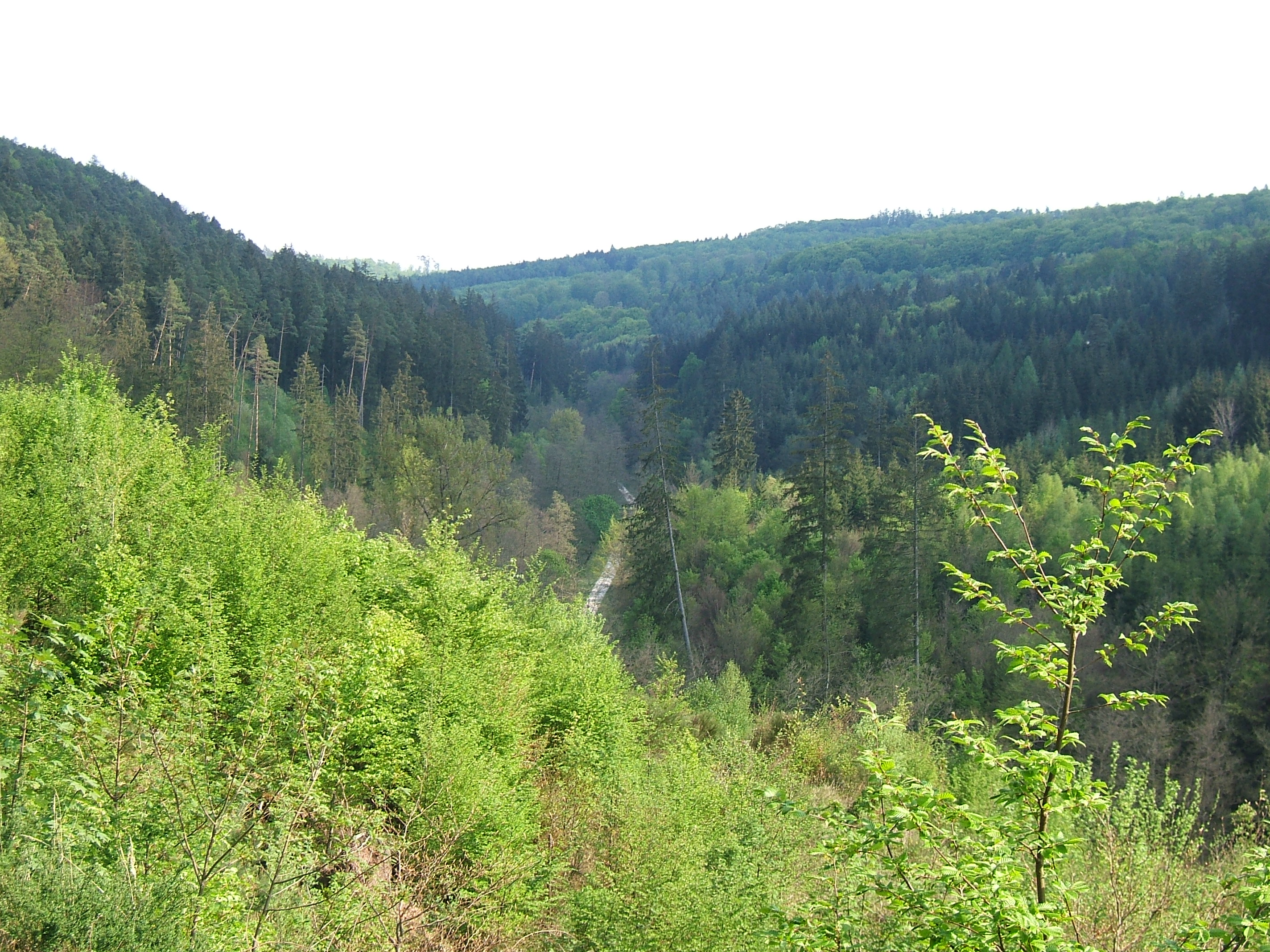
Goldersbachtal in Richtung Südosten, kurz vor der Teufelsbrücke

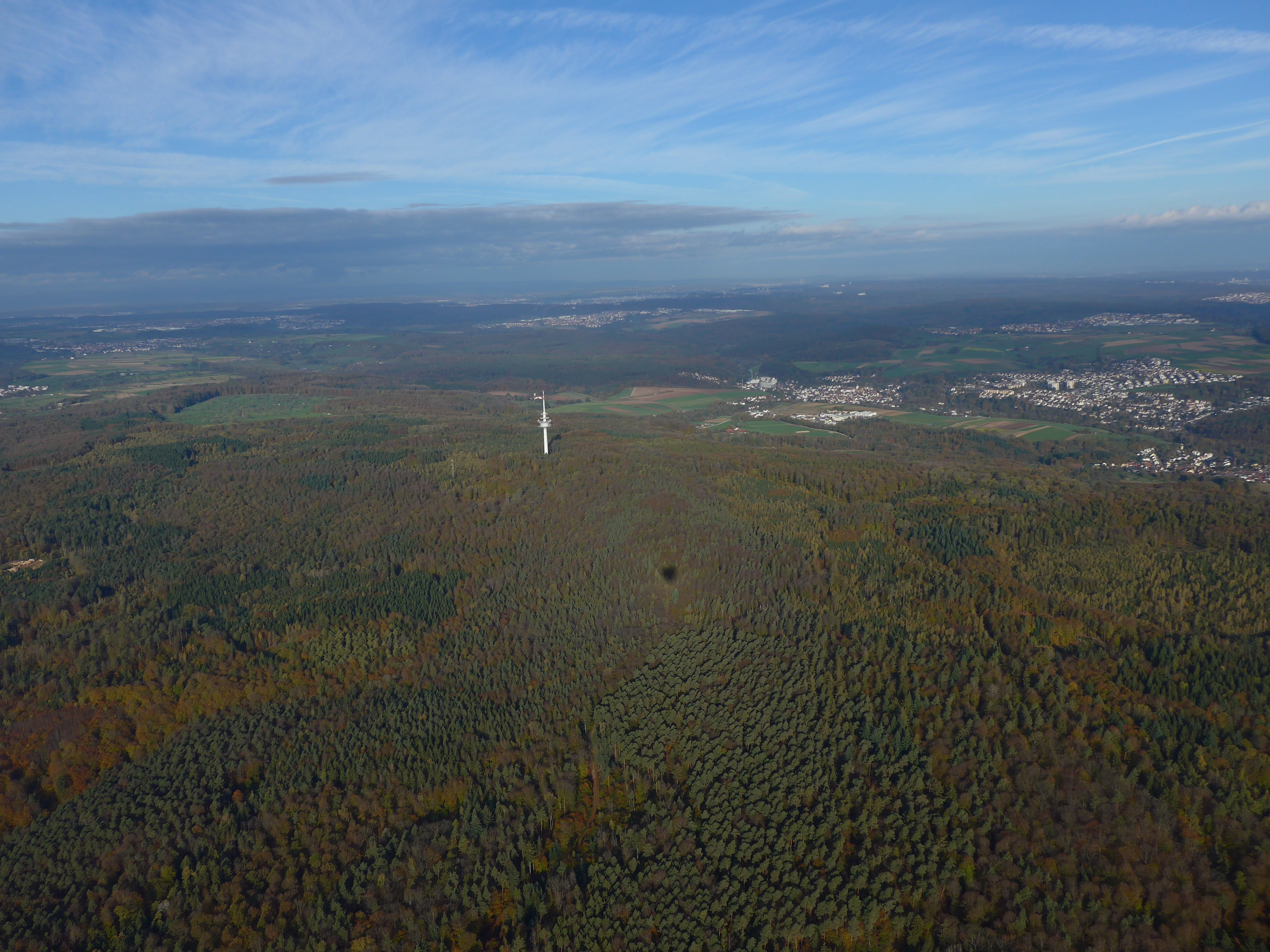
Luftaufnahme vom Betzenberg, rechts Waldenbuch

Die größten Täler des Schönbuchs sind das Goldersbachtal im Westen und das Schaichtal im Osten. Wie die meisten größeren Täler des Schönbuchs verlaufen diese in West-Ost-Richtung.
Von Westen her bilden die Quellflüsse Lindach und Fischbach an der Neuen Brücke den Großen Goldersbach. Auf den nächsten sechs Kilometern hat sich der Große Goldersbach bis zu 150 m tief zwischen zwei der höchsten Erhebungen des Schönbuchs eingegraben, dem großflächigen Bromberg (583 m) im Norden und dem Steingart (566 m) im Süden. An der Teufelsbrücke schließlich vereint sich der Große Goldersbach mit dem von Norden kommenden Kleinen Goldersbach und biegt hier Richtung Süden ab. Nach zwei weiteren Kilometern mündet von Westen her der Arenbach aus dem nach ihm benannten Tal ein. Wenig später, kurz vor der Mündung in die Ammer, mündet von Nordosten her kommend noch der Kirnbach in den Goldersbach. Das Kirnbachtal, das bereits dem östlichen Teil des Schönbuchs zuzurechnen ist, ist eines der weiteren bekannten Täler des Schönbuchs, vor allem aufgrund seiner geologischen Besonderheiten und des dort beginnenden Geologischen Lehrpfads Kirnberg.

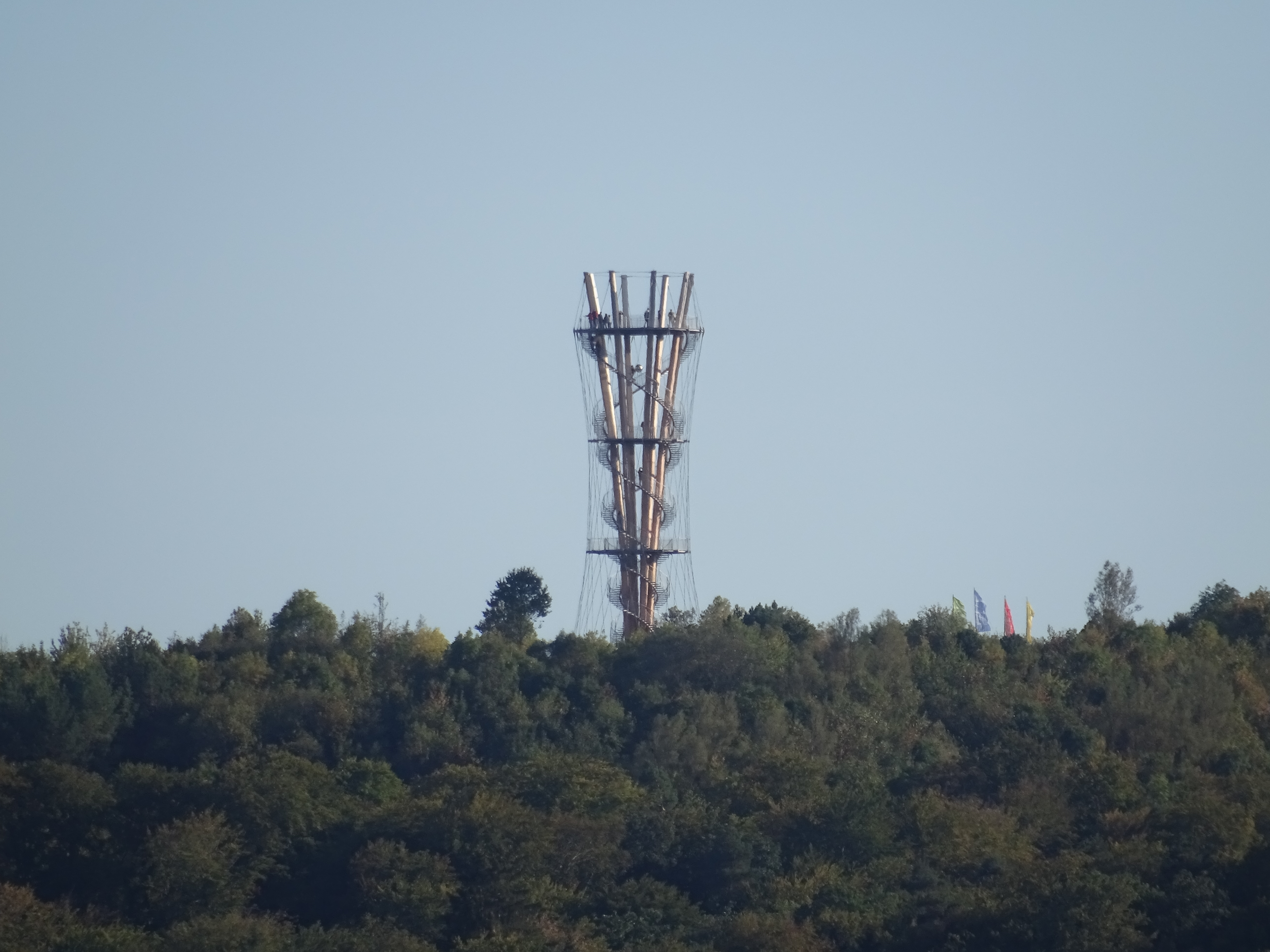
Schönbuchturm auf dem Stellberg

In der Nähe des Eseltritts am Nordhang des Brombergs entspringt die Schaich. Ab dem nahegelegenen Schaichhof bildet sie ein Tal, das auf den nächsten Kilometern der nördlichen Begrenzung des Naturparks entspricht. Ab Dettenhausen in Richtung Osten verläuft die Schaich wieder mitten im Naturpark und stellt dort eines der landschaftlich reizvollsten Täler dar. Der bewaldete Höhenrücken des Betzenbergs trennt hier die Täler von Aich und Schaich, bevor diese beiden nach Osten fließenden Bäche sich im weiten Talkessel von Neuenhaus am Ostrand des Schönbuchs vereinen, um die letzte Wegstrecke im unteren Aichtal bis zur Mündung im Neckar gemeinsam zurückzulegen.
Die im Nordwesten des Schönbuchs aus zwei Quellbächen entstehende Würm entwässert die Region nach Norden. Das breite, aber nur wenig ins Gelände eingeschnittene Würmtal befindet sich dabei schon nicht mehr innerhalb des Naturparks, der Talabschnitt bei Mauren ist landschaftlich dennoch sehr reizvoll, bis die Würm schließlich bei Ehningen auch die Schönbuchregion verlässt.
Die Höhenlagen im Schönbuch reichen von 300 m im Neckartal bis 583 m auf dem Bromberg. Dabei steigt die Landschaft von Nordosten aus der Filderebene sanft an und fällt nach Süden zum Ammer- und Neckartal teilweise sehr steil ab. Ganz im Westen des Schönbuch ist der Stellberg (580 m) der zweithöchste Punkt des Schönbuchs. Auf diesem befindet sich seit 2018 der Schönbuchturm. Im Ostteil erhebt sich der wuchtige Betzenberg (499 m) mit dem Fernmeldeturm Waldenbuch.

### Verkehr
Der Naturpark Schönbuch wird nur von verhältnismäßig wenigen Straßen erschlossen. Die Hauptverbindungen durch den Schönbuch sind dabei die B 464, die von Holzgerlingen im Nordwesten bis Walddorfhäslach im Osten durch den Naturpark führt, und die Landesstraße 1208, die frühere Trasse der B 27, die von Dettenhausen bis Lustnau den Schönbuch in Nord-Süd-Richtung durchschneidet und in eine West- und Osthälfte teilt. Diese beiden Verbindungen kreuzen sich an der sogenannten Kälberstelle, einem sowohl von der Lage her als auch verkehrstechnisch sehr zentralen Punkt des Schönbuchs.

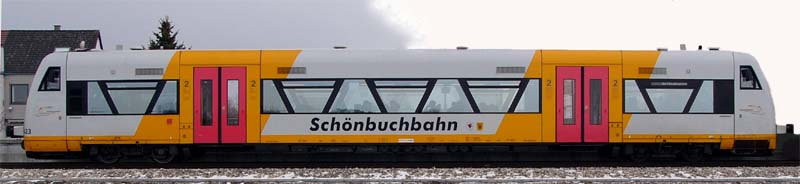
Triebwagen der Schönbuchbahn

Am Westrand führt die Hildrizhausen und Herrenberg verbindende Landesstraße 1184 ein kurzes Stück durch den Naturpark. Noch weiter im Westen führt der Schönbuchtunnel der A 81 unter dem westlichsten Ausläufer hindurch.
Es gibt keine durch den Naturpark Schönbuch führende Eisenbahnstrecke. Über die im Westen vorbeiführende Bahnstrecke Stuttgart–Horb sind die in der Nähe des Naturparks liegenden Stationen Gärtringen, Nufringen und Herrenberg an das Netz der Stuttgarter S-Bahn angeschlossen. Von Norden her führt die von Böblingen kommende Schönbuchbahn bis Dettenhausen und damit unmittelbar an den Rand des Naturparks heran. Die Bahnstrecke Schönaicher First–Schönaich zweigte von 1922 bis 1959 von dieser ab. Im Süden führt die Strecke der 1999 reaktivierten Ammertalbahn von Herrenberg nach Tübingen am Südrand des Schönbuchs entlang.

### Klima
Die Lage in Mitteleuropa und die Entfernung des süddeutschen Raums zum Meer sind bestimmend für den Schönbuch und bewirken eine gewisse Kontinentalität des Klimas. Die Jahresdurchschnittstemperatur liegt bei ca. 8,7 °C. Der durchschnittliche Jahresniederschlag liegt zwischen 740 und 770 Millimetern. Das Klima in der Schönbuchregion kann somit als warm, trocken und submontan charakterisiert werden.
Das Mikro- und Mesoklima in der Schönbuchregion ist jedoch recht unterschiedlich. Beispielsweise sind die Südhänge am Schönbuchtrauf oberhalb des Ammertals klimatisch besonders begünstigt. Hierzu zählt auch das Naturschutzgebiet um den Grafenberg, das sich durch edaphisch-trockene Bedingungen auszeichnet und ein Standort für sehr seltene Wärme liebende Pflanzen ist. So wächst an diesem Ort als Besonderheit die Ungarische Platterbse, die hier wegen der Wärmegunst ein Refugium während der Eiszeit fand.

## Geologie

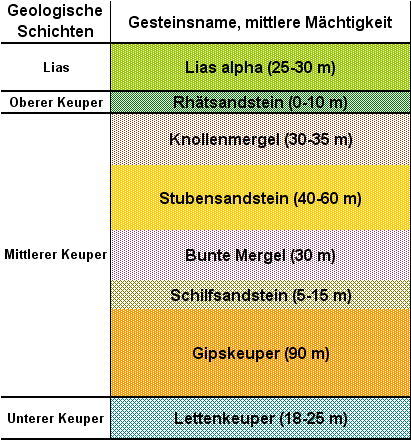
Geologische Schichtfolge im Schönbuch

### Entstehung
Der Schönbuch, zwischen Ostschwarzwald und der Schwäbischen Alb gelegen, ist Teil des Keuperberglands, das wiederum einen Teil des südwestdeutschen Schichtstufenlandes darstellt.
Fast alle Gesteine im Schönbuch wurden in der Keuperzeit, der obersten oder jüngsten Epoche der Trias, vor etwa 200 Millionen Jahren durch Gewässer abgelagert. Der Untere Keuper entstand dabei im Wesentlichen durch Verlandung des damaligen Meeres. Der Mittlere Keuper bildete sich anschließend aus von breiten Flüssen angeschwemmten Gesteinen. Der Obere Keuper wiederum entstand am Strand eines Wattenmeeres, das die Schichten des Mittleren Keupers teilweise überflutete.
Während der insgesamt 10 Millionen Jahre dauernden Keuperzeit entstanden so diese drei Einheiten, die insgesamt ungefähr 250 Meter Mächtigkeit aufweisen. Die mittlere Schicht untergliedert sich dabei noch in verschieden harte Gips-, Sandstein- und Mergelschichten (siehe Abbildung). Die Keuperzeit endete mit der Überflutung des ganzen Gebiets durch das Jurameer, wobei sich über den Keuperschichten noch die Schichten des Jura ablagerten, von denen aber im Schönbuch bis auf den stellenweise vorhandenen Schwarzjura (Lias α) alle Schichten später wieder abgetragen wurden. Mit dem Ende der Jurazeit vor etwa 140 Millionen Jahren hob sich das Gelände aus dem zurückweichenden Meer, und die Ablagerung hörte auf.
In der Folgezeit wurden auch die Keuperschichten durch Erosion von Wind und Wasser teilweise abgetragen. Die wechselnde Zusammensetzung der Keuperformationen aus weichem Ton und Mergel sowie hartem Sandstein verliehen dem Schönbuch sein lebhaftes Gepräge mit sanften Kuppen, schroffen Übergängen von den Hochflächen zu den Steilhängen im Süden und den tief eingeschnittenen Tälern der Bäche.

### Stubensandstein

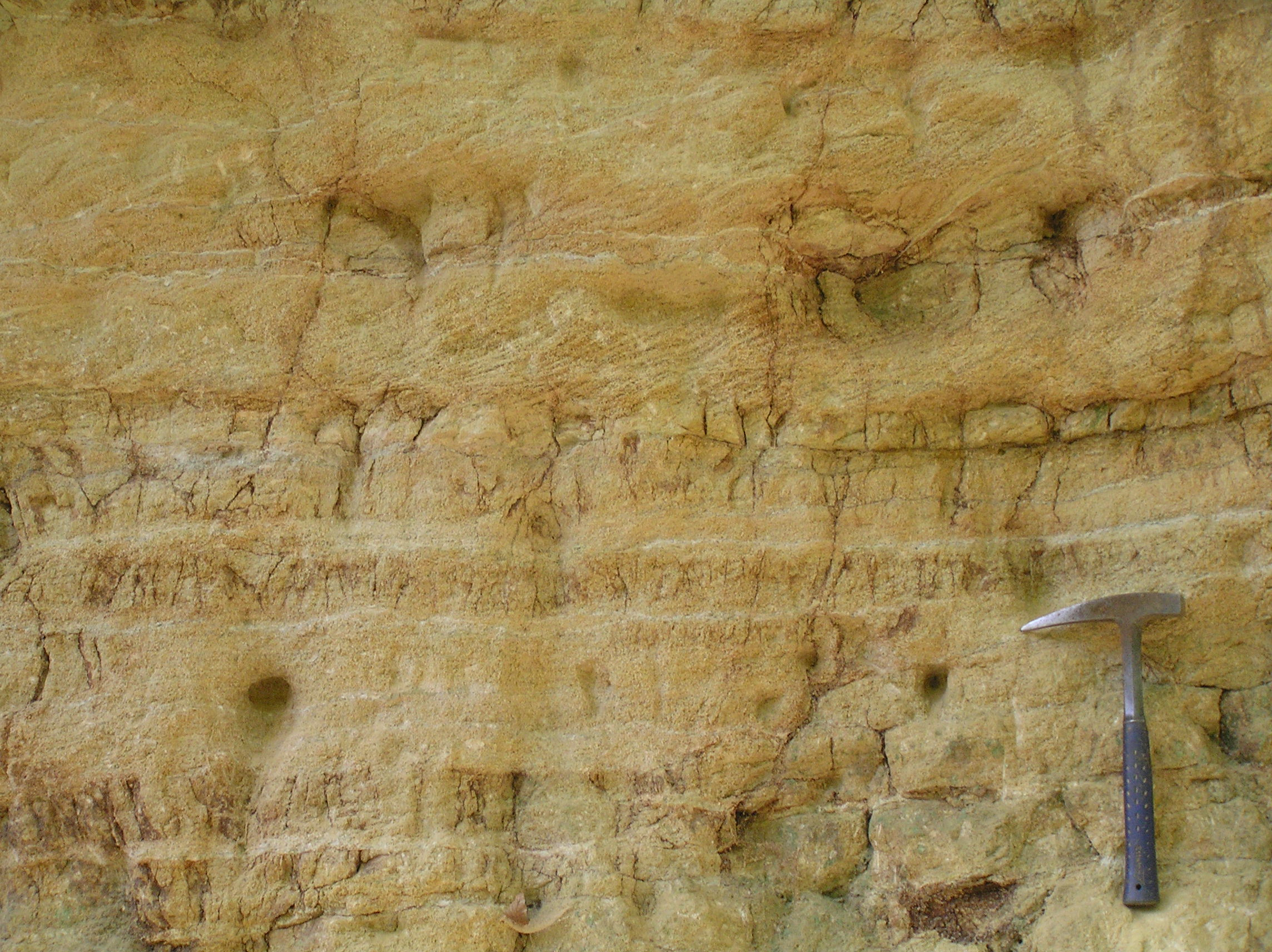
Stubensandsteinaufschluss im Kirnbachtal

Auch wenn heute alle Schichten vom Gipskeuper bis zum Schwarzjura den Untergrund des Schönbuchs bilden oder zumindest irgendwo zutagetreten, bedeckt der Stubensandstein mit 35 Prozent den größten Anteil seiner Fläche. Die widerstandsfähigen, bis zu 60 Meter mächtigen Felsbänke bilden im Westen und Südwesten den auffälligen und steilen Trauf. Vor allem für den Westteil des Schönbuchs ist der Stubensandstein landschaftsbestimmend.
Die sich aus diesem Stein bildenden Sandböden sind trocken, kalkfrei und mineralstoffarm und daher für die Landwirtschaft ungeeignet. Deshalb wurden diese Flächen kaum gerodet und stellen heute einen großen Teil des Waldbodens des Schönbuchs dar.
Der Stubensandstein wurde bereits seit der Römerzeit als Baustein verwendet und auch im Schönbuch abgebaut. Derartige Steinbrüche finden sich beispielsweise in Lustnau, Kayh, Dettenhausen oder am Betzenberg. Aus dem Stubensandstein des Schönbuchs wurden die unterschiedlichsten Gebäude errichtet wie beispielsweise das Kloster Bebenhausen, die Neckarbrücke in Tübingen, die Esslinger Frauenkirche, die Reutlinger Marienkirche und auch das Ulmer Münster. Der Stubensandstein aus dem Schönbuch hatte sogar überregionale Bedeutung. So wurde bei den Weltausstellungen in London und Paris in der Mitte des 19. Jahrhunderts der „Werkstein vom Betzenberg“ als „bestgeeignet“ ausgezeichnet und war seinerzeit wohl der beliebteste in Europa. Auch am Kölner Dom, dem Münchner Rathaus und dem Schloss Neuschwanstein wurden Stubensandsteine aus dem Schönbuch verbaut.
Die Stubensandsteine aus dem Gebiet sind je nach Schicht unterschiedlich empfindlich gegen Verwitterung. So muss der am Kölner Dom verbaute Sandstein aus Schlaitdorf größtenteils ersetzt werden.

### Rhätsandstein
An mehreren Stellen des Schönbuchs wurde früher ein feinkörniger, beigefarbener Sandstein als Naturwerkstein gebrochen und in der Region verbaut. Innerhalb dieses Sandsteins und im Übergangsbereich zu den liassischen Schichten lassen an mehreren Stellen Bonebed-Vorkommen finden, die schon frühzeitig als Fossillagerstätten bekannt wurden.

### Geologischer Lehrpfad Kirnberg
Am 466 Meter hohen Kirnberg wurde 1977 anlässlich des fünfhundertjährigen Jubiläums der Eberhard Karls Universität Tübingen der Geologische Lehrpfad Kirnberg angelegt. Am 2. Juni 2017 wurde der überarbeitete Geologische Lehrpfad der Öffentlichkeit vorgestellt und übergeben. Er beginnt am Eingang des Kirnbachtals rund zwei Kilometer südlich von Bebenhausen. An den Prallhängen des Kirnbachs wurden hier die mittleren und oberen Schichten des Keupers freigelegt. Die Schichtenfolge lässt sich auf ungefähr 4½ Kilometern „durchwandern“, beginnend bei den Unteren Bunten Mergeln im Kirnbachtal, bis der Pfad auf dem Kirnberg bei der Rhätsandsteinschicht endet.

## Geschichte

### Steinzeit und Antike
Vor- und frühgeschichtliche Siedlungsspuren sind im Schönbuch im Unterschied zu anderen Waldgebieten nicht selten. Der früheste Beleg ist eine Klinge aus Jurahornstein, die bei der Teufelsbrücke gefunden wurde; deren Datierung auf ungefähr 10.000 v. Chr. bleibt jedoch schwierig. Der Aufenthalt von Nomaden in der Mittelsteinzeit (8000 bis 5500 v. Chr.) gilt jedoch als gesichert, vor allem am Schönbuchtrauf bei Herrenberg wurden Rastplätze gefunden.
In der Jungsteinzeit entstand in den fruchtbaren Gebieten am heutigen Schönbuchrand eine bäuerliche Kultur mit festen Wohnstätten, wobei die zentralen Gebiete des Schönbuchs unerschlossen blieben. Der undurchdringlich scheinende Urwald wurde in der Hallstattzeit (880 bis 450 v. Chr.) zur Deckung des Holzbedarfs offenbar mehr und mehr gerodet und durch Waldweide weiter zerstört. Aus dieser Zeit stammen auch etwa 300 keltische Grabhügel wie beispielsweise der Grabhügel im Lehbühl bei Schlaitdorf. Im östlichen Teil des Schönbuchs befinden sich drei keltische Viereckschanzen, die der darauf folgenden La-Tène-Zeit zuzuordnen sind.
Um 80 n. Chr. wurde der Schönbuch dem Römischen Reich einverleibt, und viele Funde aus dieser Zeit lassen auf eine lebhafte Wirtschaft schließen. Es gab Steinbrüche, Töpfereien und landwirtschaftliche Anwesen. Nach dem Rückzug der Römer mieden die alemannischen Einwanderer zunächst den Schönbuch, so dass der Wald die gerodeten Flächen zurückerobern konnte. Erst im 6. Jahrhundert setzte von Norden ausgehend die Rodung und Besiedlung wieder ein. Lediglich das zentrale Gebiet zwischen Herrenberg und Bebenhausen wurde wohl nie angetastet und bildete später den Kern des landesherrlichen Forstes Schönbuch.

### Mittelalter und Neuzeit

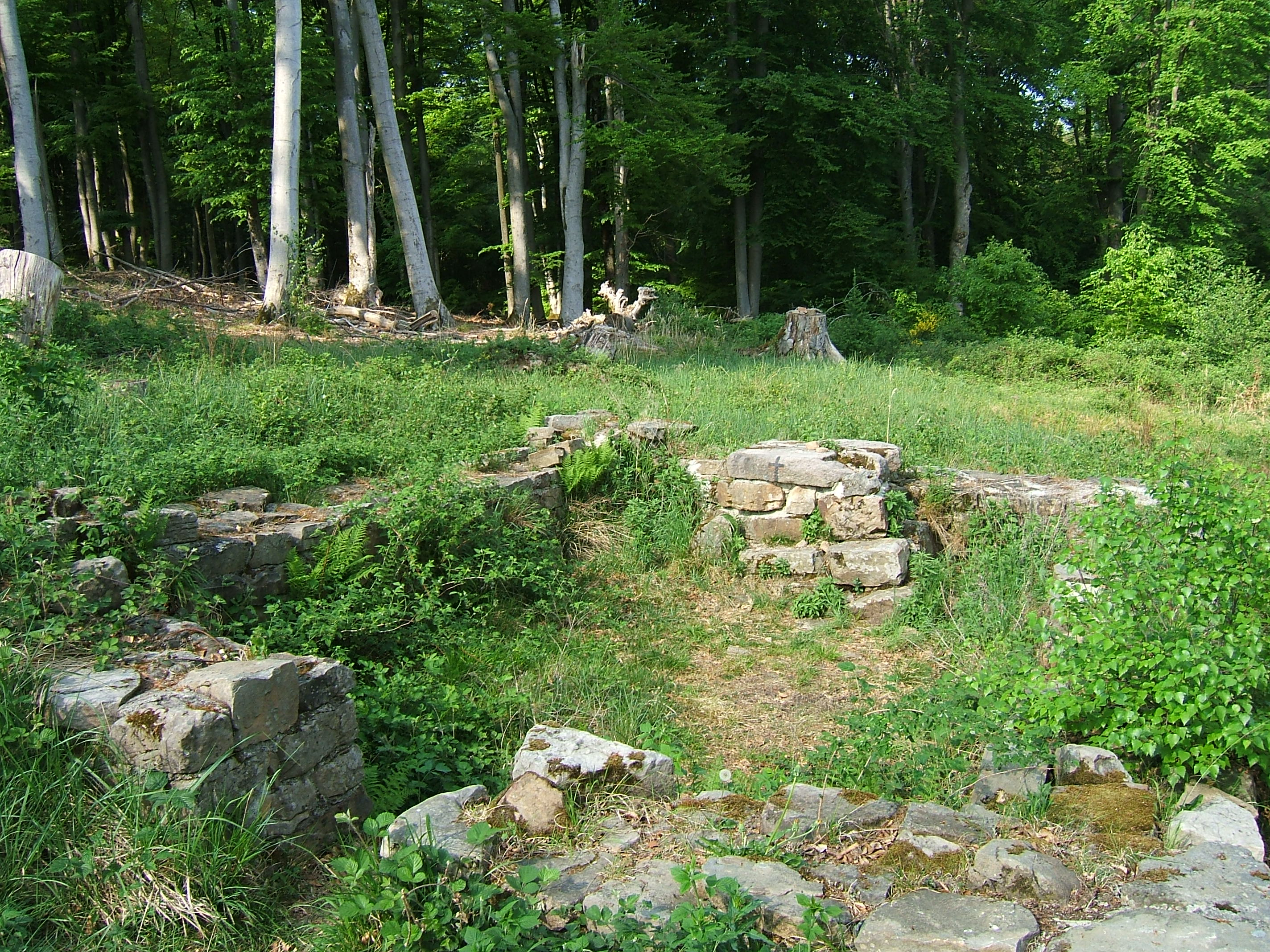
Kapelle der Einsiedelei mit Altar auf dem Bromberg

Im frühen Mittelalter handelte es sich um einen Reichswald. Seit Mitte des 12. Jahrhunderts herrschten die Pfalzgrafen von Tübingen über wesentliche Teile des Gebiets. Erst die Grafen von Württemberg erwarben im 14. Jahrhundert die alleinige Obrigkeit über den gesamten Schönbuch.
Aus dem Spätmittelalter (13. bis 15. Jahrhundert) stammt die Einsiedelei auf dem Bromberg, die auch ehemalige Kapelle genannt wird. Im Jahr 1974 wurden die aus dem anstehenden Rhätsandstein aufgeschichteten Mauern einer Kapelle und eines kleinen Wohngebäudes freigelegt. Der Sturm „Lothar“ beschädigte die Überreste der Einsiedelei allerdings sehr stark. Nach einer durch die Eberhard Karls Universität Tübingen im Auftrag des Landesdenkmalamts Baden-Württemberg durchgeführten Untersuchung konnten 2004 die Überreste des Wohngebäudes steingerecht wiederhergestellt werden.
Bis zum 19. Jahrhundert diente der Schönbuch nun vor allem als Holzreservoir, aber auch als Viehweide (Hutewald) und als Jagdgebiet. Die Jagd war dabei nur den Herrschern aus dem Hause Württemberg vorbehalten, die Holzgewinnung und die Nutzung als Viehweide hingegen erfolgte durch sogenannte Schönbuchgenossen. Dabei handelte es sich um rund 70 Gemeinden und Städte der Schönbuchumgebung, die als Gegenleistung Abgaben an Geld, Getreide und Hühnern leisteten. Eine derartige Verwaltung war ungewöhnlich, denn in Württemberg bewirtschafteten gräfliche und herzogliche Beamte den Wald normalerweise im Rahmen der „Forste“, in die das ganze Land eingeteilt war.
Das Holz des Schönbuchs wurde vor allem als Bau- oder Brennholz genutzt und diente auch Handwerkern wie Gerbern, Wagnern, Küfern und Pflugmachern als Rohmaterial. Zudem existierten um und im Schönbuch einige Glashütten, die einen unersättlichen Bedarf an Holz hatten und einfach weiterzogen, wenn der Vorrat der näheren Umgebung erschöpft war. Um der ausufernden Holznutzung Einhalt zu gebieten, erließ das württembergische Herrscherhaus mehrfach Verordnungen, wohl auch um den Schönbuch als Jagdgebiet zu erhalten. So gab es beispielsweise 1586 unter Herzog Christoph die Bestimmung, dass die Keller und Erdgeschosse der Häuser aus Stein gebaut werden mussten und nur für die oberen Stockwerke Holz verwendet werden durfte.
Aber dem Schönbuch schadete auch, dass er wildreichster Forst des Landes und das Lieblingsrevier der württembergischen Grafen und Herzöge war. Die durch Wildverbiss angerichteten Schäden ähnelten denen, die durch die Nutzung als Viehweide entstanden, denn die Tiere fraßen die jungen Triebe, die Baumrinde und außerdem mit den Bucheckern und Eicheln die zur Verjüngung notwendigen Samen. All das führte dazu, dass der Schönbuch zeitweise kaum noch als Wald zu erkennen gewesen sein dürfte. Beispielsweise war nach dem Dreißigjährigen Krieg nur noch ein Viertel des gesamten Schönbuchs mit Wald bedeckt, heute sind es beinahe 90 Prozent. Auch Johann Wolfgang von Goethe sah keinen Wald mehr, als er auf einer Reise in die Schweiz 1797 durch dieses Gebiet fuhr, sondern lediglich „einzelne Eichbäume auf der Trift“.

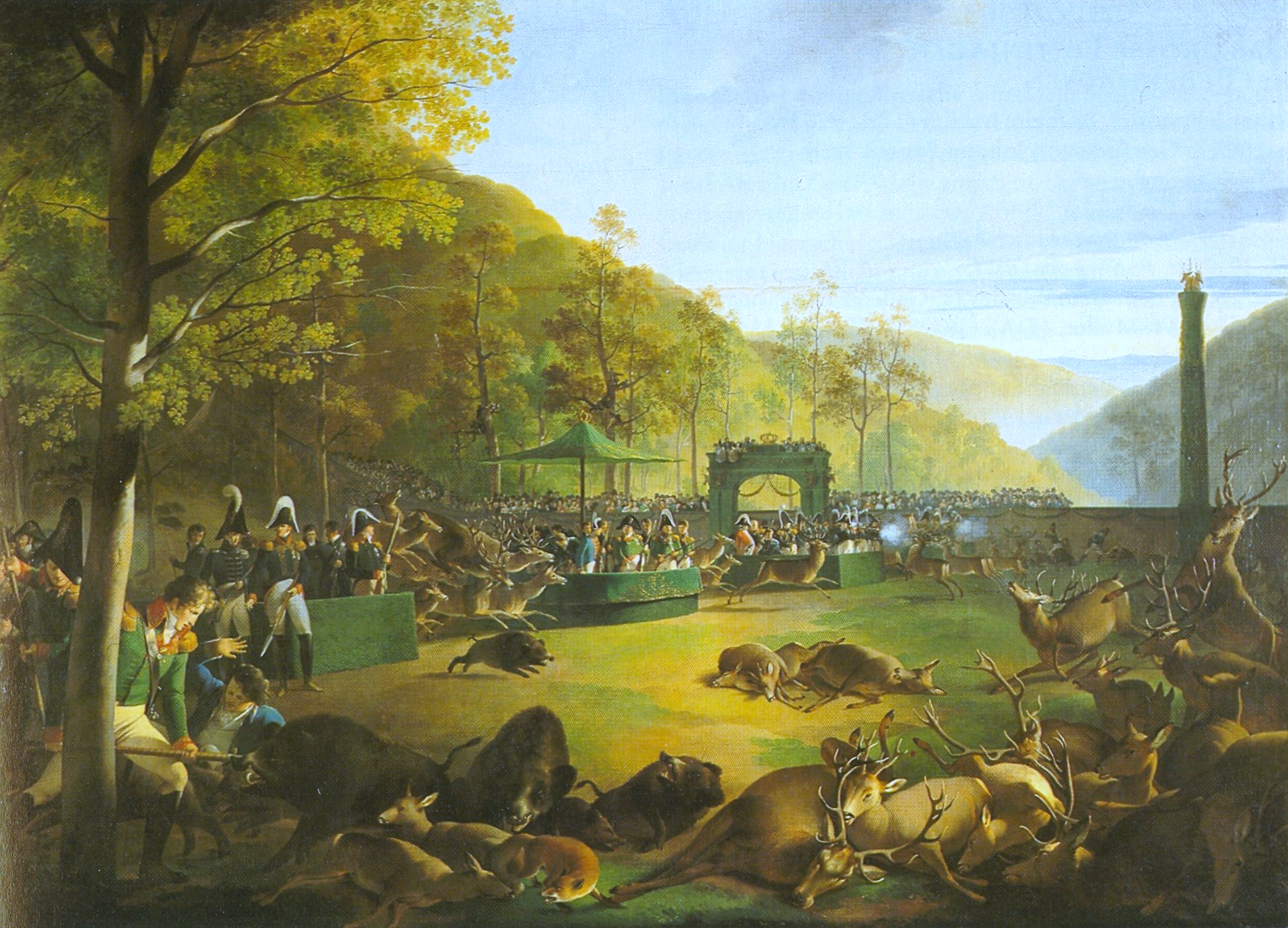
Dianenfest von 1812 bei Schloss Bebenhausen, Ölgemälde von Johann Baptist Seele

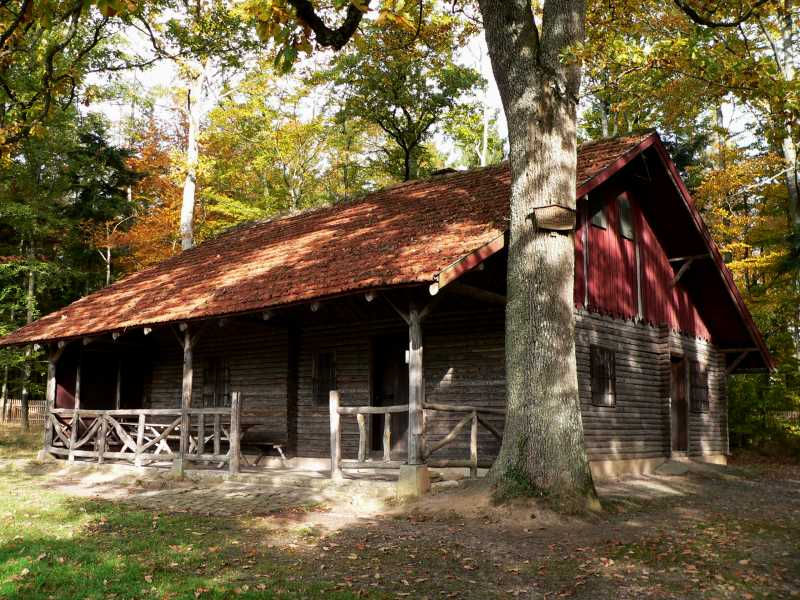
Königliche Jagdhütte auf dem Steingart

Die Jagd war der Landbevölkerung ganzjährig verboten, damit das Wild sich ungestört vermehren konnte und der Adel nicht bei der Jagd gestört wurde. Im Jahr 1812 veranstaltete König Friedrich in Bebenhausen das Dianenfest. Dieses Jagdfest war eines der prunkvollsten Feste, die Bebenhausen je sah. 823 Wildtiere wurden am Tag des Fests zur Strecke gebracht. Erst 1849 mussten die deutschen Herrscherhäuser ihr Jagdprivileg abtreten. Im Jahr 1866 pachtete Prinz Wilhelm (der spätere König Wilhelm II.) die Jagd im Schönbuch und behielt sie bis zu seinem Tod im Jahr 1921. Er jagte dort beispielsweise zusammen mit Kaiser Wilhelm II., und ein Jagdhaus der württembergischen Könige zeugt davon, dass die Herrscher hier gerne Zeit abseits von Stuttgart verbrachten.
Gegen Ende des 19. Jahrhunderts erholte sich der Wald langsam wieder, vor allem aufgrund einer nachhaltigeren Nutzung. Seit 1820 hatte unter König Wilhelm I. von Württemberg eine planmäßige Wiederaufforstung nach wirtschaftlichen Gesichtspunkten begonnen. Zudem trieb eine zentrale forstliche Behörde die Ablösung der alten Weide- und Holzrechte voran, was aber von den ehemaligen Schönbuchgenossen keinesfalls widerstandslos hingenommen wurde, die teils militanten Widerstand leisteten. Aus diesem Grunde wurden allein im Jahre 1822 über 10.000 Strafbefehle verhängt. Häufig mussten die Delinquenten ihre Strafe im Schreibturm des Klosters Bebenhausen absitzen, dem heutigen Informationszentrum des Naturparks.
Im Soldatengrab im Schönbuch wurde am 19. April 1945 der 19-jährige Viktor Wagner begraben. Seine Einheit geriet zwischen Kuppingen und Nufringen unter Granatwerferbeschuss bei dem Wagner schwer verletzt wurde und kurz darauf verstarb. Er wurde im Tal des Großen Goldersbachs bestattet. Das Grab wurde über die Jahrzehnte hinweg gepflegt und verkörpert einen Gedenkort für vermisste oder in der Fremde begrabene Soldaten.

#### Geplanter Flughafen

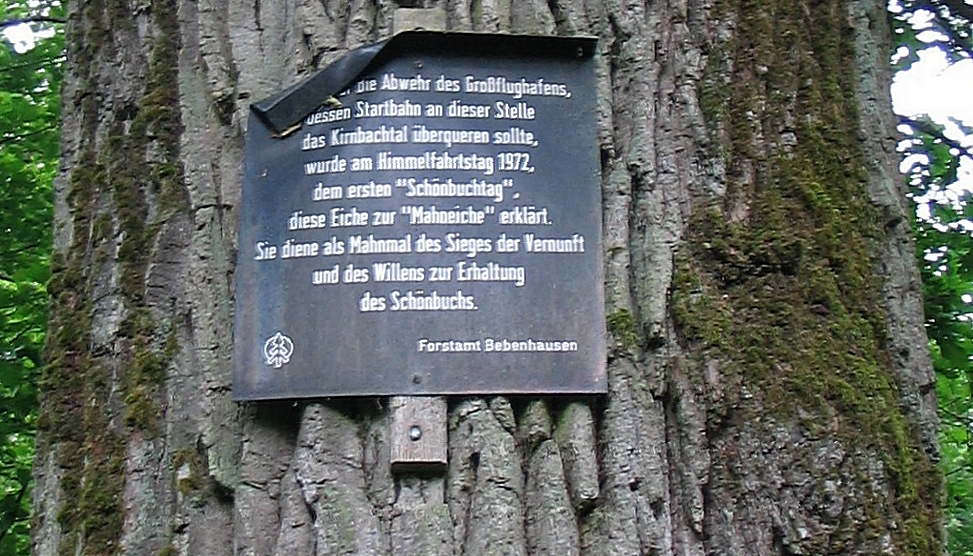
Gedenkschild an der Mahneiche gegen den Flughafenbau

Mitte der 1960er Jahre plante die Landesregierung den Neubau eines Großflughafens für Stuttgart. Dabei waren der Schönbuch und Mönsheim die Standorte in der engeren Wahl. Grund für diese Planungen waren damalige Prognosen und Gutachten, die dem alten Flughafen Echterdingen für das Jahr 1980 einen Kollaps prophezeiten.
Gegen das Projekt bildete sich im April 1969 eine „Arbeitsgemeinschaft Schönbuchflughafen“, der Vertreter aus Landkreisen, Gemeinden, Behörden und anderer Organisationen angehörten. Nach einem offenen Brief der Koalition der Flughafengegner waren die Planungen im März 1972 vom Tisch.
Für den Flughafen sollte ein Areal von ca. 1100 Hektar genutzt werden. Die zwei geplanten Start- und Landebahnen hätten von Westen nach Osten verlaufen sollen, zwischen den Pliezhausener Ortsteilen Gniebel und Rübgarten im Süden und auf der Gemeinde Walddorfhäslach im Norden. Die südliche Start- und Landebahn wäre nur knapp vier Kilometer von den Tübinger Stadtteilen Bebenhausen und Pfrondorf verlaufen. Es ist umstritten, welche Gründe für die negative Entscheidung letztlich den Ausschlag gaben. Gegen den Flughafen im Schönbuch sprachen auch wirtschaftliche Gründe. Dass zum Bau einer 4000 Meter langen Start- und Landebahn gigantische Erdbewegungen erforderlich gewesen wären, war von Anfang an klar. Geologische Gutachten ergaben jedoch, dass auch ungeheure Mengen Stahlbeton nötig gewesen wären, um dem bröckeligen Keupergestein des Schönbuch die erforderliche Stabilität und Belastbarkeit auf absehbare Zeit zu verschaffen.
Man entschied sich dafür, den bestehenden Flughafen in Echterdingen auszubauen. Der Erinnerung an diese Ereignisse wurde die im Kirnbachtal stehende, ungefähr 350 Jahre alte Mahneiche gewidmet. Eine weitere stattliche Eiche, die Oskar-Klumpp-Eiche im Goldersbachtal, ist dem Andenken des damaligen Tübinger Landrates Oskar Klumpp gewidmet, der sich mit allen Mitteln der Politik und Rhetorik für die Verhinderung des Flughafenbaus im Schönbuch einsetzte.

#### Gründung des Naturparks
Seit 1967 war der Schönbuch bereits als Landschaftsschutzgebiet ausgewiesen. Nachdem die Pläne für den Flughafen verworfen worden waren, erarbeitete Peter Weidenbach bis 1970 die Planung als Naherholungsgebiet, auch als Beitrag zum Europäischen Naturschutzjahr 1970. Am 21. März 1972 „adelte“ der damalige Ministerpräsident Hans Filbinger den Schönbuch mit dem Prädikat Naturpark. Nach dem Naturpark Siebengebirge ist der Schönbuch heute mit 156 km² zwar der zweitkleinste Naturpark in Deutschland, war aber der erste Baden-Württembergs überhaupt. Im Oktober 1974 unterschrieben schließlich Vertreter des Landes sowie der anrainenden Kreise, Städte und Gemeinden eine gemeinsame Verwaltungsvereinbarung.

#### Weitere vereitelte Erschließungsprojekte

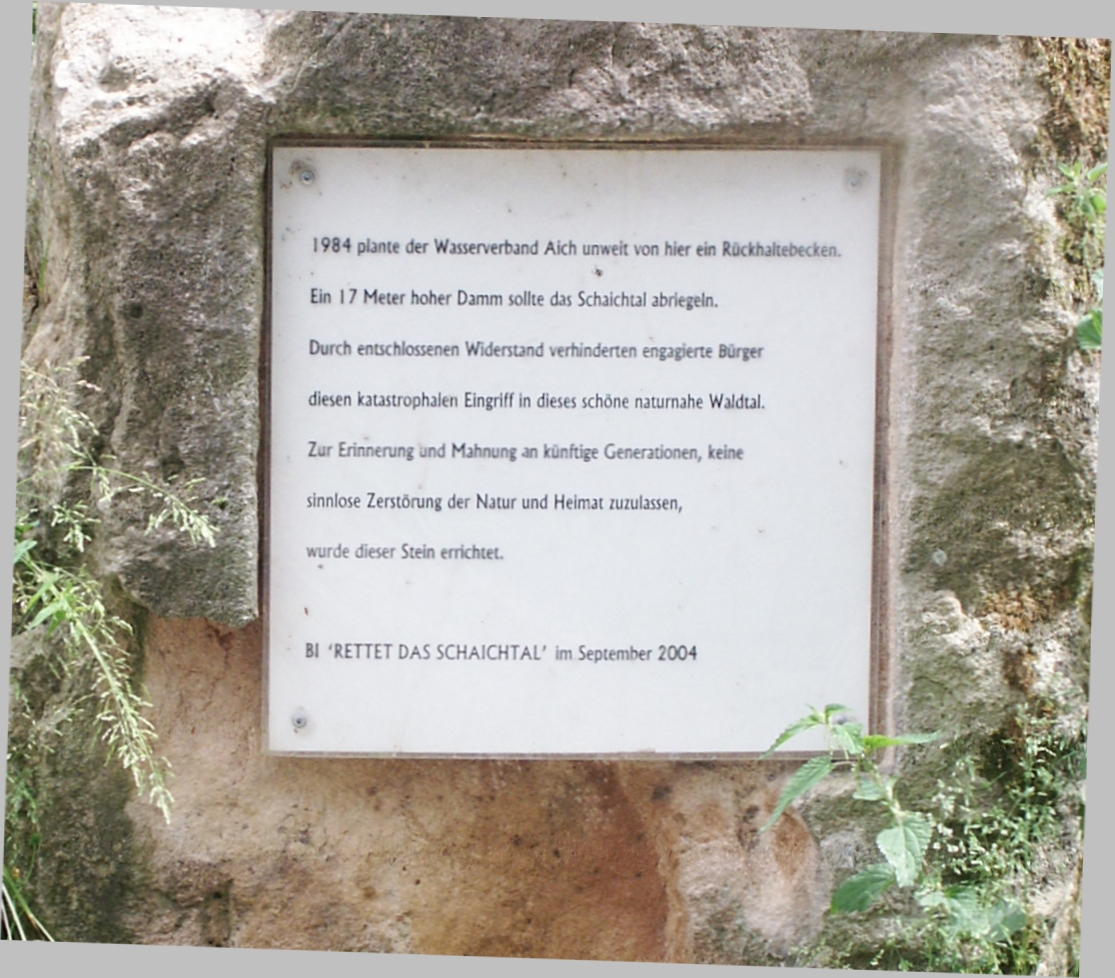
Gedenkstein der Bürgerinitiative gegen ein Rückhaltebecken im Schaichtal

Auch der Status als Naturpark schützte den Schönbuch nicht vor der Planung weiterer Erschließungen. Der Wasserverband Aich hatte im Jahr 1984 vor, die Schaich mit einem 17 Meter hohen Damm aufzustauen. Eine Bürgerinitiative konnte dies verhindern.
Auch im Goldersbachtal hinter Bebenhausen wurde seit 1982 ein Staudamm durch die Tübinger Stadtverwaltung erwogen.
Die tiefer gelegenen Teile Lustnaus waren zuvor bei mehreren schweren Wolkenbrüchen überflutet worden. Im Jahr 1983 sprach sich aber der Tübinger Gemeinderat für den Naturschutz und gegen dieses Projekt aus, auch gegen die teilweise berechtigten Lustnauer Interessen. Als Lustnau im Jahr 1987 nach einem „Jahrhunderthochwasser“ wieder geschädigt wurde, lebten die Planungen wieder auf. Zu dieser Zeit wurden Holzattrappen aufgestellt, die das Ausmaß der 20 Meter hohen Staumauer und des geplanten Rückhaltebeckens demonstrieren sollten. Schließlich verzichtete man im Jahr 1993 dann doch auf die Realisierung dieses Projekts.

### Namensherkunft
Die ersten urkundlichen Erwähnungen finden sich in den frühesten Urkunden des Klosters Bebenhausen. Im Jahr 1187 verlieh dabei Friedrich I. Herzog von Schwaben dem Kloster das Recht, den Wald uneingeschränkt zu nutzen. Dabei wurde der Wald wie folgt bezeichnet: lateinisch nemore cui nomen est Schaienbuch ‚der Wald, dessen Name Schaienbuch lautet‘. In weiteren Erwähnungen aus dieser Zeit ist der Wald mittels „Schainbvoch“ oder „Schainbuch“ bezeichnet.
Die Namensherkunft ist dabei umstritten, wobei der zweite Wortbestandteil des Kompositums noch vergleichsweise eindeutig scheint. Dabei gilt -buoch als eine Kollektivbildung von althochdeutsch buohha, was tatsächlich so viel wie „Buche“ heißt. Das Bestimmungswort schain- macht größere Schwierigkeiten, dort wurde vielfach ein Bezug zum althochdeutschen skago für „Landzunge“ oder „vorspringender Bergzug“ angenommen. Auch eine Verbindung zur Schaich, dem Bach im Osten des Schönbuchs, wurde mehrfach hergestellt. Eine wesentlich schlüssigere Deutung ist aber mittels des bestens bezeugten althochdeutschen Verbs ir-skeinan für „brechen“ möglich. Der Name weist somit auf einen Buchenwald hin, der den Berechtigten „Brech-Holz“ zur Nutzung lieferte, was sich bestens mit der bekannten früheren Waldnutzung des Schönbuchs verträgt. Für diese Deutung spricht auch, dass die Bildung von Determinativkomposita mit einem Verbalstamm zur fraglichen Zeit in den westgermanischen Sprachen üblich war.
Ende des 16. Jahrhunderts wurde das erste Bestimmungswort mit dem Anschluss an „schön“ dann neumotiviert, wobei unter einem „schönen Buchenbestand“ zur damaligen Zeit ein wirtschaftlich nutzbarer Wald verstanden wurde und nicht die Wohlgefallen ausdrückende ästhetische Bedeutung von „schön“, die heute hier assoziiert wird.

## Wald- und Forstwirtschaft
Nachdem der Wald im Schönbuch zu Beginn der Neuzeit stark heruntergekommen war, besitzt der Naturpark Schönbuch heute mit 86 Prozent den höchsten Waldanteil der Naturparks in Baden-Württemberg.
Mit der Einführung der geregelten Forstwirtschaft war das Gebiet zu Beginn des 19. Jahrhunderts unter großem Aufwand vor allem mit robusten Fichten und Kiefern wiederbestockt worden. Laubbäume hatten auf den damaligen Freiflächen wegen ihrer Anfälligkeit gegen Wildverbiss, Frost und Mäusefraß noch wenig Überlebenschancen und wurden deshalb selten angepflanzt.
Mit der heutigen zweiten Waldgeneration werden in Fichtenbeständen, die besonders anfällig gegen Sturm und Rotfäule sind, systematisch Laubbäume gepflanzt. Der Wald bestand 2017 zu 64 Prozent aus Laubbaumarten, zu 31 Prozent aus Buchen und zu 14 Prozent aus Eichen. Die häufigsten Nadelbaumarten sind Fichten mit 17 und Kiefern mit 12 Prozent des Gesamtbestands.
Im Naturpark Schönbuch überwiegt mit 63 Prozent der Staatswald, der insbesondere den zentralen Bereich bildet. 34 Prozent Gemeindewald und 3 Prozent Privatwald liegen vorwiegend in den Randbereichen.

### Besondere Bäume

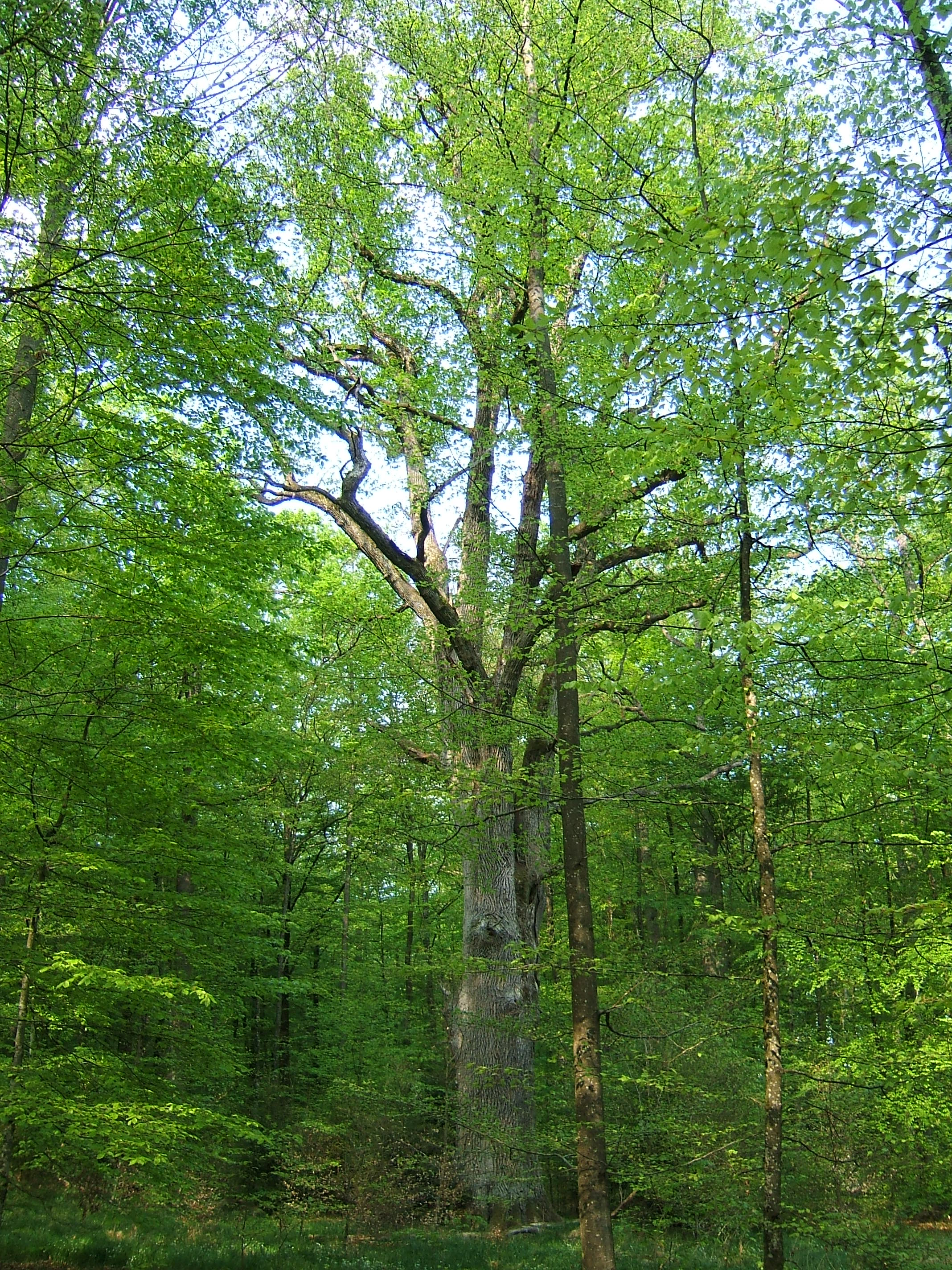
Die Dicke Eiche – lange Zeit der älteste Baum des Schönbuchs

In der Geschichte des Schönbuchs begründet ist die hohe Zahl alter, großer Eichen, die ein Alter von 350 Jahren und mehr aufweisen. Dabei handelt es sich größtenteils um sogenannte Huteeichen („Hutebaum“), die sich während der Zeit der Nutzung als Waldweide (sog. „Hutewald“) bildeten. Bauern trieben ihr Vieh in den Wald, anstatt eine aufwändige Rodung und Umwandlung in Weideland vorzunehmen. Die heutigen Huteeichen dienten der Eichelmast des Weideviehs und des Rotwilds, das für die höfische Jagd begehrt war. Durch die Abweidung neuer Keimlinge und die menschliche Förderung der älteren Bäume konnten sich teils monumentale, freistehende Bäume entwickeln, die auf natürliche Weise nicht entstanden wären. Viele dieser Eichen sind heute Naturdenkmale. Die sogenannte Dicke Eiche⊙ im Lindach unweit des Kohlweihers galt bis 2013 als größte und älteste Eiche des Schönbuchs. Sie wies einen Umfang von 6,85 Metern in Brusthöhe auf, ihr Alter wurde auf rund 500 Jahre geschätzt. Nachdem der Baum im Winter 2007/2008 bereits schwer geschädigt worden war, fiel er bei starken Wind und Regen im Januar 2013. Der gefallene Baum soll als Naturdenkmal erhalten bleiben, er war rund 100 Jahre älter als alle anderen Eichen des Schönbuchs. Möglicherweise ist die Sulzeiche nun der älteste Baum.

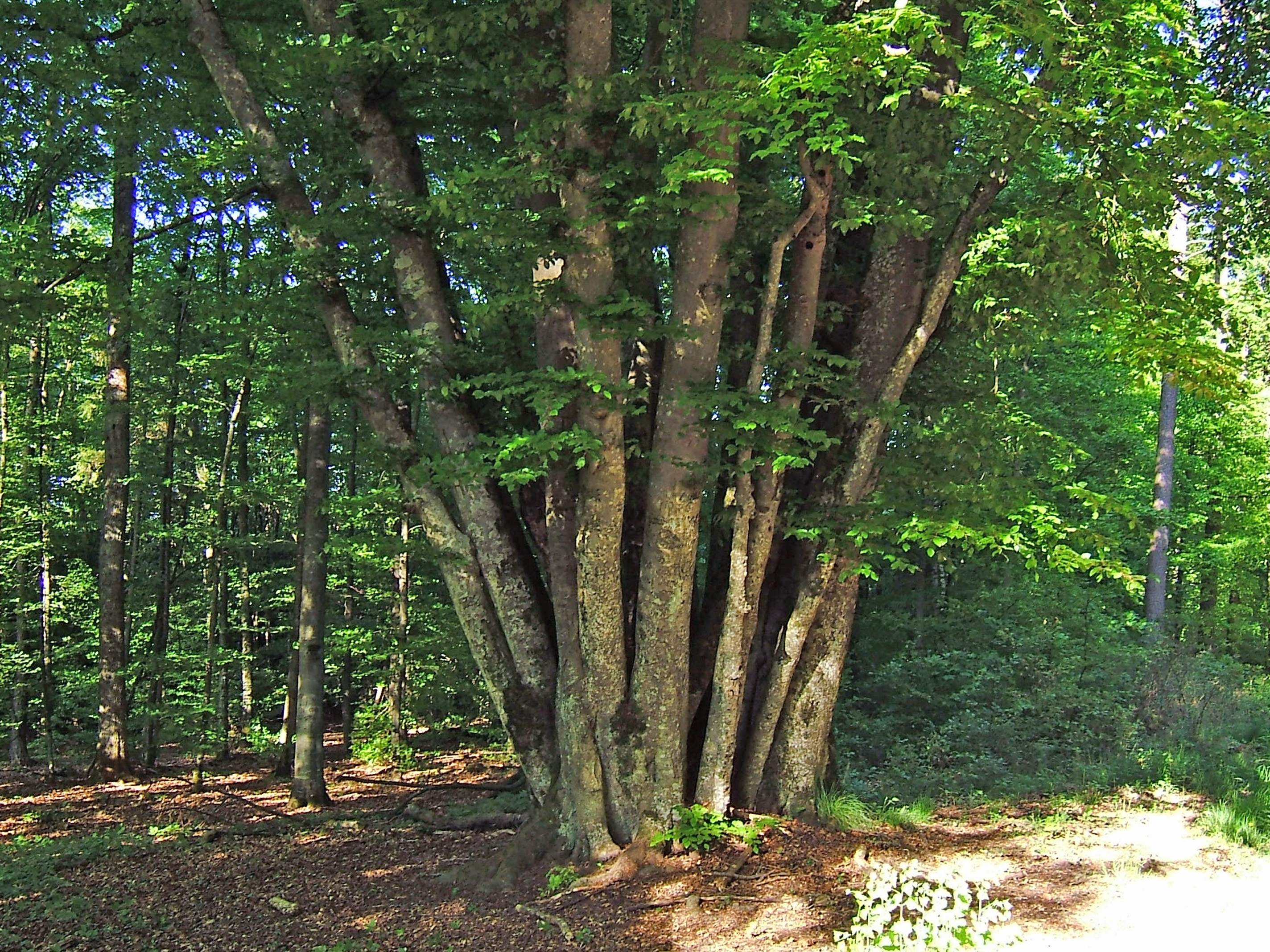
Vierundzwanzig Buchen im Herrenberger Stadtwald

Im westlichen Naturpark, dem Herrenberger Stadtwald, gibt es einige Exemplare besonderer Buchen, bei denen aus einem einzigen Wurzelstock mehrere Stämme wachsen. Bekannt sind die Vierundzwanzig Buchen⊙, die Dreizehn Buchen und die Zwölf Buchen. Letztere sind dem Sturm „Lothar“ zum Opfer gefallen, und auch die anderen Exemplare wurden durch Stürme geschädigt, sodass beispielsweise bei den Vierundzwanzig Buchen heute nur noch 17 Stämme gezählt werden können. Die Ursache der Mehrstämmigkeit ist ebenfalls in der Weidebewirtschaftung zu suchen. Der Wald war durch den starken Vieheintrieb häufig überweidet, so dass die Hirten die Jungbuchen in Mannshöhe abschnitten, um die Baumkronen als zusätzliches Futter für ihr Weidevieh nutzen zu können.

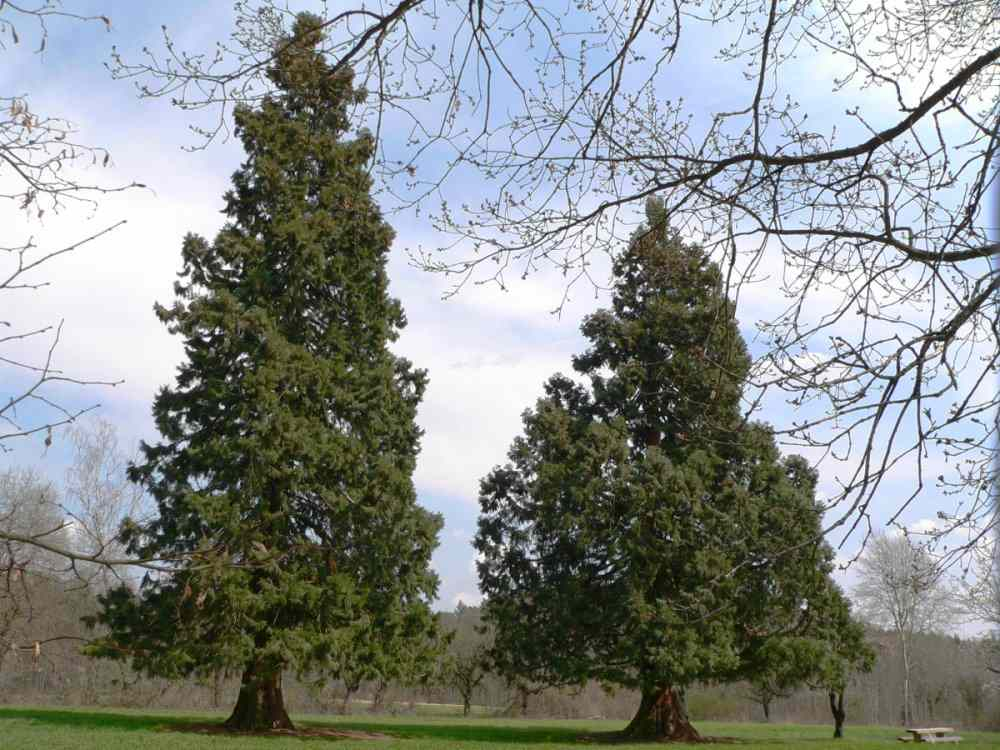
Mammutbäume im Schönbuch

Neben den heimischen Baumarten sind allerlei Exoten im Schönbuch zu finden. Es gibt geschlossene Bestände von Douglasien, außerdem Weymouthskiefern, koreanische und japanische Lärchen, Zucker-Ahorn, Robinien und Roteichen. Aus Nordamerika importiert wurde auch der Mammutbaum (Sequoiadendron giganteum). Nachdem diese Baumart erst 1850 von den Europäern entdeckt worden war, gab König Wilhelm I. Anfang der 1860er Jahre der königlichen Forstdirektion den Auftrag, Bäume in Stuttgart und Umgebung anzupflanzen. Im Jahr 1865 wurden die hierzu bestellten Samen im Kalthaus der Wilhelma ausgesät. Aus dieser Saat gingen 6000–8000 Pflanzen hervor, weit mehr, als ursprünglich geplant. In den folgenden Jahren wurden einige Jungpflanzen an interessierte Förster in Württemberg verteilt und später im Freiland angepflanzt, einige davon im Schönbuch. Im überdurchschnittlich kalten Winter 1879/80 erfroren allerdings die meisten dieser Bäume; die wenigen verbliebenen sind an mehreren Stellen im Schönbuch verteilt. Einige davon finden sich beispielsweise auf dem Betzenberg, darunter auch der mit heute 50 Metern höchste Baum des Naturparks.

### Sturmkatastrophen

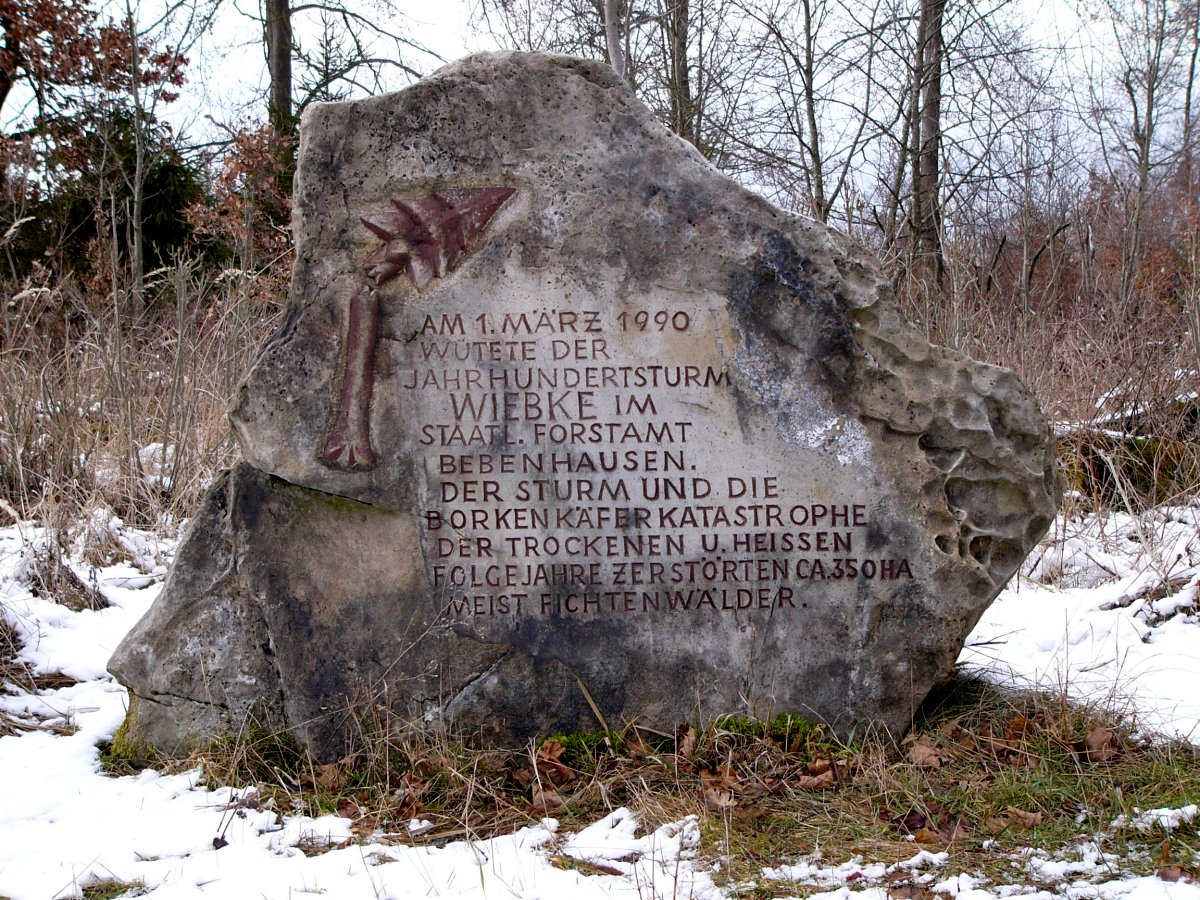
Erinnerung an den Orkan Wiebke am Bromberg

Schon die Orkane „Vivian“ und „Wiebke“ des Frühjahrs 1990 richteten im Schönbuch beträchtliche Schäden an, die durch eine anschließende Borkenkäferplage in den trockenen und heißen Folgejahren noch verschärft wurden. Dennoch übertraf „Lothar“ am zweiten Weihnachtsfeiertag 1999 alle bisherigen Vorstellungen.
Während bei „Wiebke“ vor allem die flach wurzelnden Fichten umgeworfen wurden, traf „Lothar“ alle Bestände. Ein Großteil wurde dabei in einer Art Dominoeffekt umgeworfen. Bei „Wiebke“ kippten die meisten Bäume samt Wurzelteller um, wohingegen „Lothar“ gut zwanzig Prozent einfach abbrach, was auch nachteilig für die Verwertung des Sturmholzes war.

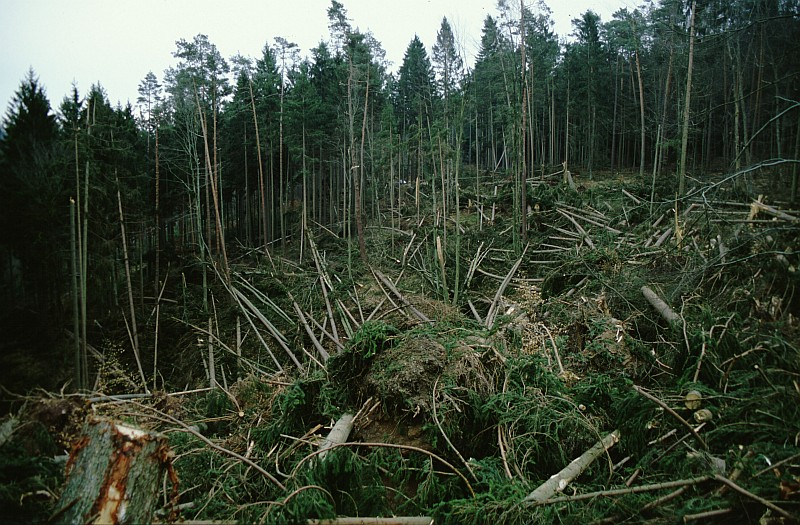
Wurffläche des Orkans „Lothar“ im Arenbachtal

„Lothar“ wütete im gesamten Schönbuch, am schlimmsten jedoch war der westliche Teil betroffen. Auch jüngere, nach bisheriger Überzeugung sturmsichere Bestände wurden geschädigt. Nach Berechnungen des Forstamtes Herrenberg hat der Sturm in dessen Bereich rund ein Drittel des gesamten Nadelholzbestandes umgeworfen, beim Laubwald immerhin auch acht Prozent. Im gesamten Schönbuch entsprach die Schadensmenge ungefähr einer Million Festmetern Holz.
Der letzte Orkan „Kyrill“ im Januar 2007 verursachte im Vergleich zu den früheren Stürmen weitaus geringere Schäden. Die dabei angefallenen Sturmholzmengen ließen sich problemlos im Rahmen des normalen Holzeinschlags auffangen. Grund für die weit weniger dramatischen Folgen war zum einen, dass „Kyrill“ im Bereich des Schönbuchs nicht seine volle Wucht entfaltete, zum anderen aber auch, dass der Boden insgesamt weniger durchfeuchtet war als gewöhnlich.
Heute werden die Schäden auch als Chance verstanden, die Zusammensetzung des Waldes in Richtung eines naturnahen Waldes zu verändern und den Anteil der Laubbaumarten zu erhöhen. Zu den ökologischen Gewinnern nach „Lothar“ zählen viele sonnenhungrige Pflanzen und mit der Pionierbaumart Sandbirke der Baum des Jahres 2000. Dennoch wird es noch Jahrzehnte dauern, bis der Schönbuch wieder einen mit der Zeit vor „Lothar“ vergleichbaren Stand erreicht haben wird.

## Weitere Flora und Pilze

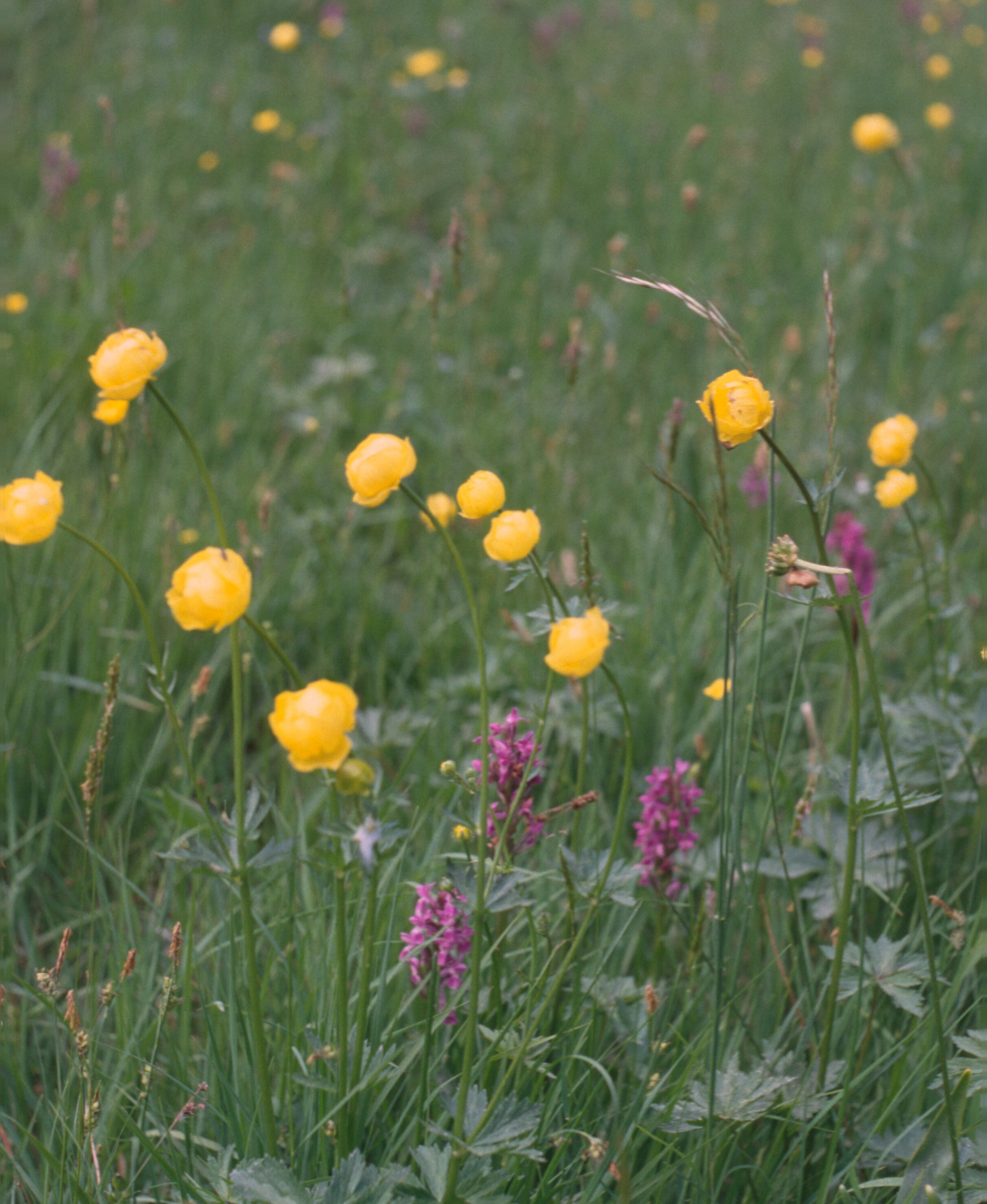
Trollblumen und breitblättriges Knabenkraut auf den Feuchtwiesen im Kayhertal

Die frühere intensive Nutzung des Schönbuchs als Waldweide und die Gewinnung von Laubstreu haben zu einer Nährstoffarmut vieler Flächen geführt, die sich heute aus Sicht des Naturschutzes als wertvoll erweist. Dadurch bietet das Gebiet vielen Pflanzen eine Zuflucht, die außerhalb des heutigen Naturparks nicht mehr vorkommen. Allein das räumlich eng begrenzte Goldersbachtal beheimatet knapp 400 Pflanzen- und über 90 Moosarten.

### Feuchtwiesen
Im Großen Goldersbachtal oberhalb der Teufelsbrücke sowie in den Tälern des Fischbachs und der Lindach, der beiden Quellbäche des Goldersbachs, finden sich viele Feuchtwiesen, die extensiv bewirtschaftet werden. Besonders auffällig sind die Massenbestände an Trollblumen, die man vor allem im Frühling dort finden kann. Zudem stellen diese Feuchtwiesen wertvolle Standorte für Orchideen dar.
Die Wiesen werden heute nur noch teilweise landwirtschaftlich genutzt. Um die Artenvielfalt zu erhalten und die natürliche Sukzession zu verhindern, müssen sie wenigstens einmal im Jahr gemäht werden. Die Forstverwaltung lässt diese Wiesen deshalb im Frühsommer mähen, um ein allmähliches Verbuschen des Tals zu verhindern.

### Birkensee

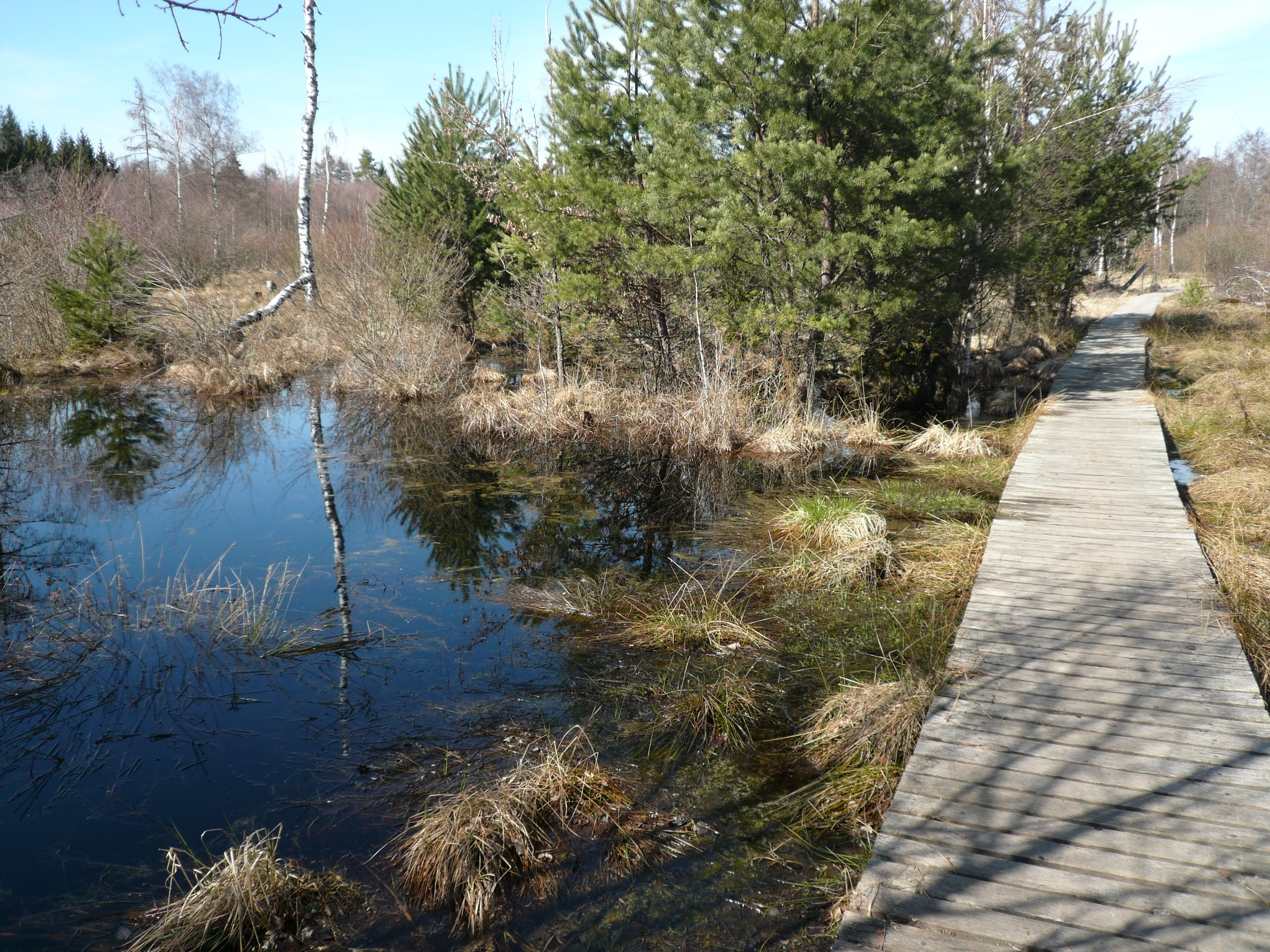
Knüppeldamm beim Birkensee

Der auf dem Bergrücken des Brombergs gelegene Birkensee ist aufgrund seiner seltenen Pflanzengesellschaften als Naturdenkmal Feuchtbiotop Birkensee ausgewiesen. Das Gebiet stellt heute ein sogenanntes Übergangsmoor dar, ein Moor im Übergangsstadium von einem Nieder- zu einem Hochmoor.
Entstanden ist der Birkensee vermutlich am Anfang des 19. Jahrhunderts auf der Sohle eines aufgelassenen Rhätsandsteinbruchs. Die unter dem See liegende Gesteinsschicht soll durch natürliche Verkittung, sogenannte Ortsteinbildung, wasserundurchlässig geworden sein. Eine andere Quelle aus dem Jahr 1667 beschreibt den See aber bereits damals als sumpfige Viehweide. Neuere Forschungen lassen vermuten, dass der Birkensee die letzte Sandgrube ist, die bei dem Abbau von Klebsand als Silbersand auf dem Bromberg entstanden ist.
Der Birkensee droht heute, mehr und mehr zu verlanden. Viele der früher hier nachgewiesenen seltenen Sumpf- und Moorgewächse sind heute verschwunden. Dennoch gehört der Birkensee noch immer zu den pflanzenkundlich interessantesten Gebieten des Schönbuchs. Man findet unter anderem das Pfeifengras, den Roten Fingerhut, Besenginster, Adlerfarn, Sonnentau, schmal- und breitblättriges Wollgras, Heide- und Prachtnelke, Bärlapp, Heidelbeeren, verschiedene Torfmoose und natürlich auch die namensgebenden Birken. Um die Vegetation vor durch Besucher verursachte Trittschäden zu schützen, wurden 1988 ein Knüppeldamm und weitere Wege aus Rindenmulch angelegt.

### Streuobstwiesen

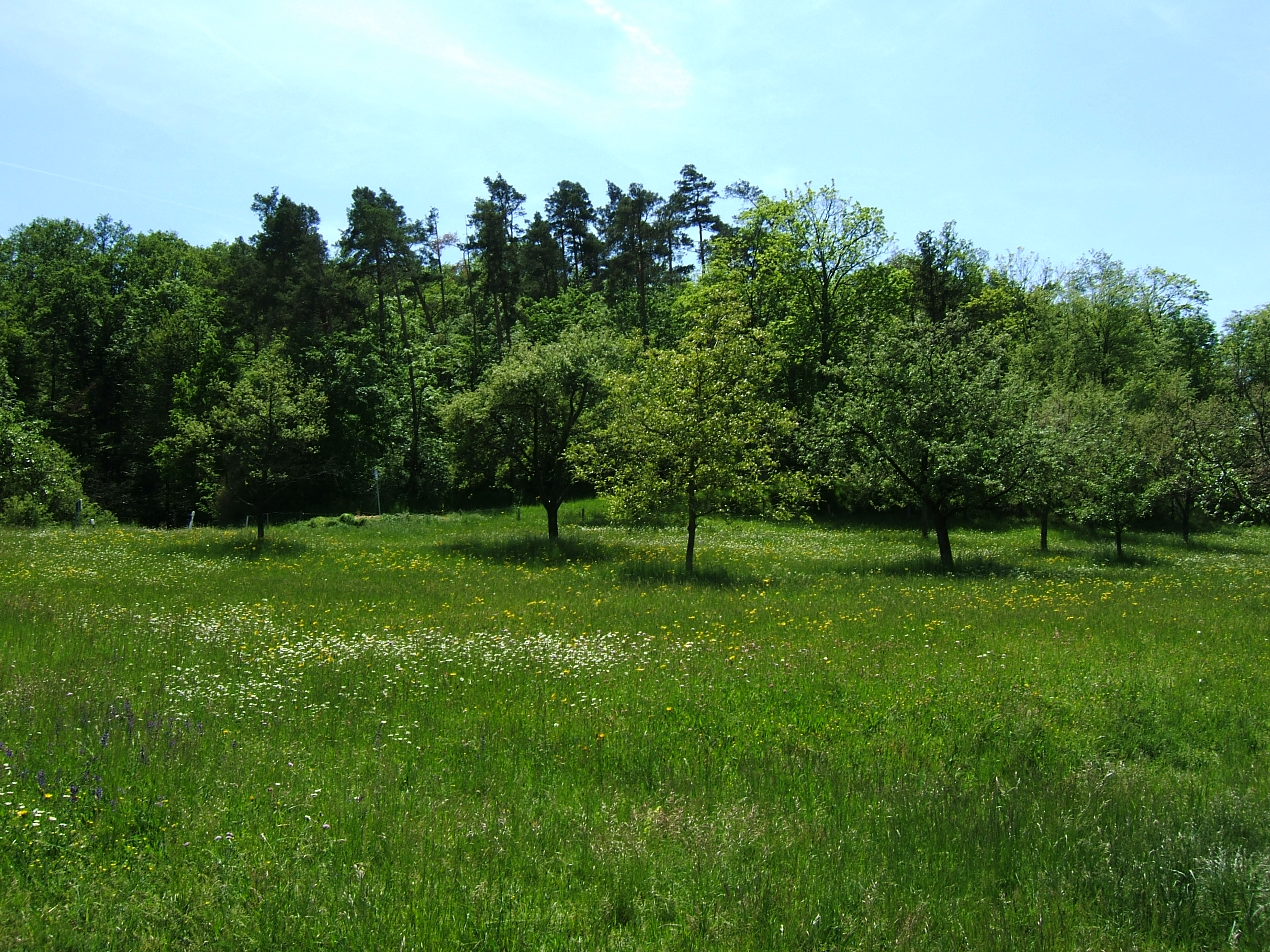
Streuobstwiese bei Rohrau

Die früher typische Form der Obsterzeugung waren Streuobstwiesen, die vielerorts am Rande des Naturparks vorhanden sind, insbesondere um den westlichen Schönbuchhang. Die extensiv genutzten Wiesen prägen seit über 100 Jahren die Landschaft am Schönbuchrand, und ihnen kommt aus ökologischer Sicht heute eine besondere Bedeutung zu. So wurden in Streuobstwiesen etwa 3000 Tierarten nachgewiesen, davon 50 Brutvogelarten, die teilweise als Arten der „Roten Liste“ auf den Lebensraum dringend angewiesen sind.

### Pilze
Der Schönbuch ist durch seine klimatischen Bedingungen und die Zusammensetzung des Baumbestands ein für Pilze besonders gut geeigneter Wald. Besonders auffällig sind die unangenehm riechende Stinkmorchel, die Hundsrute, der Fliegenpilz oder der Tintenfischpilz, der eingeschleppt wurde und sich mittlerweile einen Stammplatz erobert hat.
Die Zahl der verschiedenen Makropilzarten wird im Schönbuch auf etwa 800 Arten geschätzt, ein großer Teil davon sind Speisepilze. Hier ist vor allem der seltener gewordene Steinpilz zu nennen, aber selbst im tiefsten Winter sind im Schönbuch Pilze zu finden wie beispielsweise der Samtfußrübling oder der Austernseitling.

## Fauna und Jagd

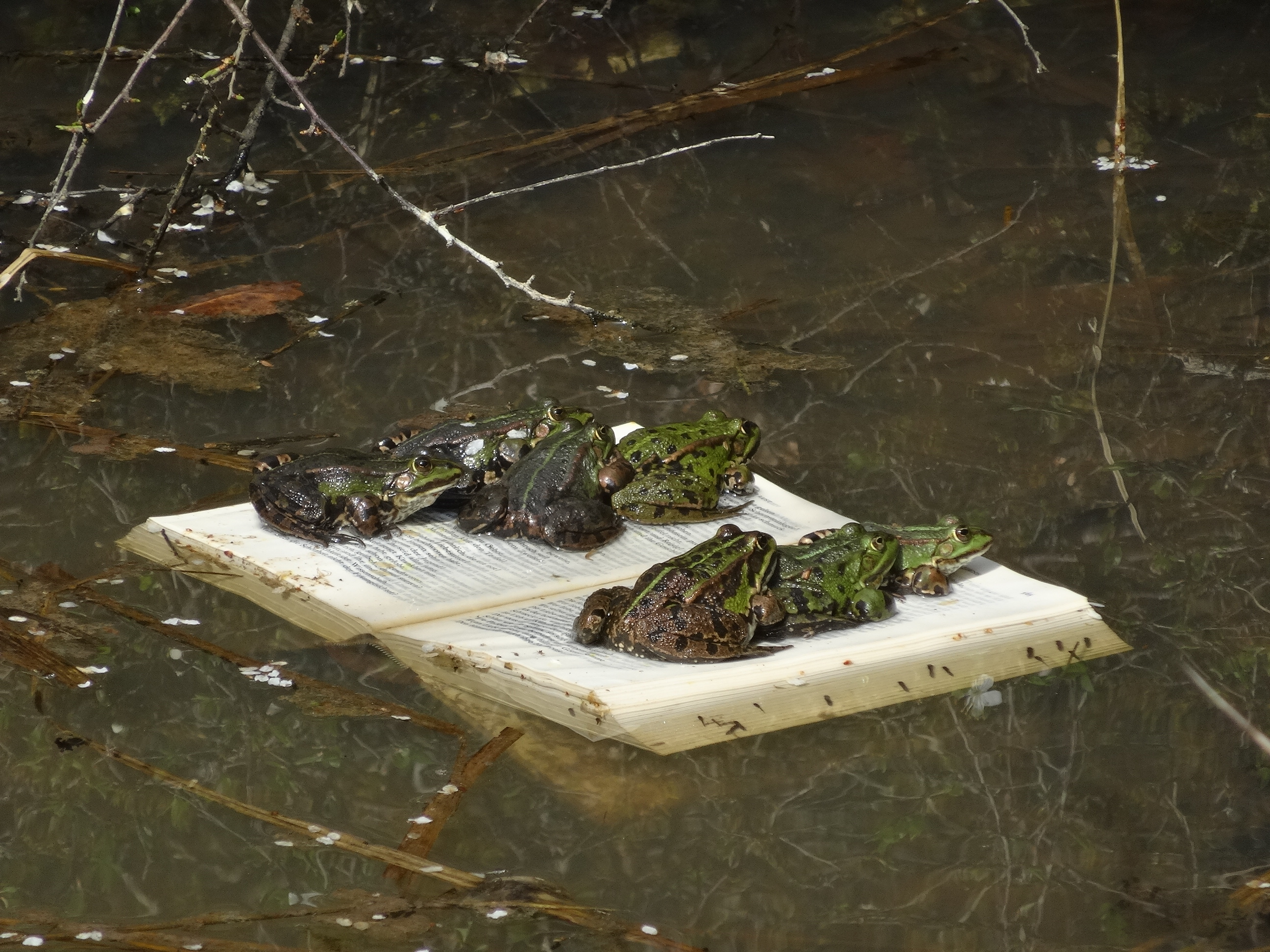
Teichfrösche auf W. Shakespeare, Verlorene Liebesmüh

Der unzersiedelte Naturpark Schönbuch ist nicht nur ein Refugium für Pflanzen, sondern auch für Tiere. Hier gibt es beispielsweise mit den Feuersalamandern, den Gelbbauchunken, den Schwarzspechten und den Hirschkäfern Tiere, die außerhalb des Naturparks bereits der veränderten menschlichen Landnutzung zum Opfer gefallen sind.

### Insekten
Wie andere Wälder wird auch der Schönbuch von einer Vielzahl Insekten bevölkert, die in nützliche wie beispielsweise die Ameisen und schädliche wie den Borkenkäfer eingeteilt werden. Die Käfer stellen dabei wohl den größten Anteil der Insekten im Schönbuch; es gibt tausende verschiedener Arten. Der Hirschkäfer als größter und zugleich auch einer der seltensten hat hier ein Rückzugsgebiet gefunden. Er ist durch die vielerorts zu starke Aufräumung der Eichenalthölzer bedroht.
Im Schönbuch finden sich auch viele Libellen, die saubere Fließgewässer benötigen, sowie viele Arten von Tag- und Nachtfaltern. In Bezug auf Insekten sind auch die bereits erwähnten Streuobstwiesen am Schönbuchrand relevant. In diesem Bereich wurden 53 Tagfalterarten, 19 Heuschreckenarten und 119 Wildbienenarten gezählt, unter letzteren 32 Vertreter der „Roten Liste“. Die Insekten profitieren auch von den durch die Stürme der Jahre 1990 und 1999 entstandenen Freiflächen.

### Vögel

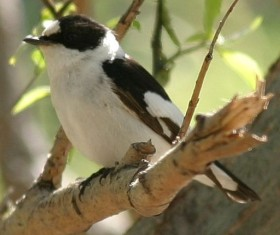
Halsbandschnäpper

Auch die Avifauna des Schönbuchs weist einige in den Wäldern dieser Region sonst selten vorkommende Besonderheiten auf. Für die Höhlenbrüter sind die Bannwälder des Naturparks ein wertvolles Rückzugsgebiet. Beispielsweise haust der Mittelspecht in den Baumhöhlen dicker, über hundertjähriger Eichen. In alte Buchen arbeitet der etwa krähengroße Schwarzspecht seine Nisthöhlen, die dann von Hohltauben weiterbenutzt werden. Das Tal des Goldersbachs, eines der wenigen unverbauten Bachtäler des Großraums Stuttgart, bietet ebenfalls rar gewordenen Arten wie dem Eisvogel einen Lebensraum. Weitere im Schönbuch heimische seltene Vogelarten sind beispielsweise Grauspecht, Waldschnepfe, Neuntöter, Halsbandschnäpper, Sperlingskauz und Rotmilan.
Der Graureiher ist auf den Feuchtwiesen des Schönbuchgebietes in kleiner Zahl anzutreffen; dieser ist nach Erholung des Bestands in Deutschland allerdings nicht mehr selten.
Außerdem stellt der Schönbuch für viele nördliche Vogelarten ein wichtiges Rast- oder Überwinterungsgebiet dar. Das geschlossene Waldgebiet mit den benachbarten Talebenen von Ammer und Neckar ist für viele Fernzieher besonders verlockend. Regelmäßig finden sich große Schwärme von Bergfinken ein. Sogar rastende Schwarzstörche und Kraniche wurden schon beobachtet. Auch der am Südostrand des Schönbuchs gelegene Kirchentellinsfurter Baggersee ist als größte offene Wasserfläche der Schönbuchregion für durchziehende und überwinternde Vögel attraktiv. Die vielen Kormorane sind dabei bereits ein vertrautes Bild, und immer wieder finden sich auch ungewöhnliche Wintergäste wie Singschwäne und Gänsesäger unter den vielen dortigen Wasservögeln.

### Säugetiere
Bevor Menschen die Schönbuchregion besiedelten, war der Wald schon von anderen Säugetierarten bevölkert. Da viele der großen Raubtiere später aber eine Gefahr für das Weidevieh und auch eine Konkurrenz für die Jäger des Rotwilds darstellten, wurden diese ausgerottet. Den Anfang machten dabei die Bären um 1600, dann folgten Wölfe, Luchse und um 1916 schließlich auch die Wildkatzen.
Aber auch heute ist der Schönbuch noch von einer recht großen Zahl von Säugetieren bevölkert. Tübinger Wissenschaftler haben 44 Säugetierarten gezählt, von denen 40 Prozent bereits als gefährdet eingestuft werden. Die bekanntesten im Naturpark zu findenden Arten sind Rothirsch, Wildschwein, Reh, Dachs, Rotfuchs, Feldhase, Baum- und Steinmarder, Iltis, Eichhörnchen, Igel, Hermelin, Mauswiesel, Maulwurf, Siebenschläfer, Bisamratte, verschiedene Spitzmäuse und weitere verschiedene Mausarten. Am bekanntesten ist der Schönbuch für seine Rothirsche. Besucher können das Rot- und Schwarzwild sowohl in eigens dafür eingerichteten Schaugehegen als auch auf speziellen Beobachtungspunkten in freier Wildbahn beobachten.
Auch verschiedene Arten von Fledermäusen können im Schönbuch beobachtet werden. Von Forschern der Universität Tübingen wurden in den letzten Jahren über zehn verschiedene Fledermausarten nachgewiesen. Dies reicht von der im Nadelwald lebenden Braunen Langohrfledermaus über den Abendsegler bis zur Mausohrfledermaus, der größten einheimischen Art.

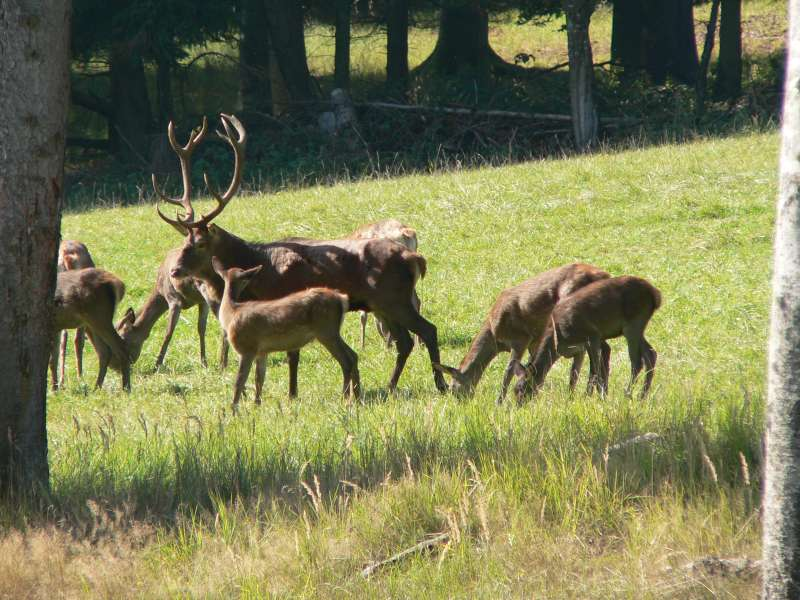
Hirschrudel auf der Weide am Dickenberg

Rotwild war schon von alters her im Schönbuch beheimatet. Heute leben die Rothirsche in einem 40 km² großen eingezäunten Wildgehege, das im Jahr 1959 für sie eingerichtet wurde. Zunehmender Jagddruck und der beginnende Tourismus verängstigten die Tiere in der Folgezeit so stark, dass sie kaum mehr auf Äsungsflächen zu finden waren und stattdessen im Dickicht die Rinden der Bäume schälten. Damit sich die Bäume von den dadurch verursachten Schäden erholen konnten, wurde der Bestand im Jahr 1989 von ursprünglich 16 auf vier bis fünf Stück pro Quadratkilometer reduziert. Derzeit leben in diesem Gebiet rund 150 Rothirsche.
Heute spielt auch das Schwarzwild wieder eine bedeutende und gleichzeitig kritische Rolle im Schönbuch. Wildschweine sind im Vergleich zum Rotwild nicht so standorttreu, und die Umzäunung des Rotwildgatters stellt für sie kein großes Hindernis dar. Bei ihren Wanderungen außerhalb des Waldes richten sie in der Landwirtschaft oft beträchtlichen Schaden an. Auch das Rehwild profitiert von den Wurfflächen der großen Stürme der Jahre 1990 und 1999 und hat sich deutlich vermehrt.

#### Rotwildgebiet Schönbuch
In Baden-Württemberg sind fünf Rotwildgebiete ausgewiesen, auf der restlichen Landesfläche müssen alle Rothirsche abgeschossen werden. Eines davon ist das Rotwildgebiet Schönbuch. Innerhalb des Wildgeheges wurden fünf Wildruhezonen eingerichtet, in denen die Besucher die Wege nicht verlassen dürfen. Im Gegenzug wurden spezielle Besucherkanzeln am Dickenberg und am Kirnrain zur Beobachtung des Rotwilds eingerichtet. Eine weitere Maßnahme zur Schonung des Rotwildes war die Umstellung der Jagdstrategie. Zur Reduzierung des Jagddrucks erfolgt ein Großteil des notwendigen Abschusses an wenigen Tagen im Spätherbst und Frühwinter mittels Drückjagden.

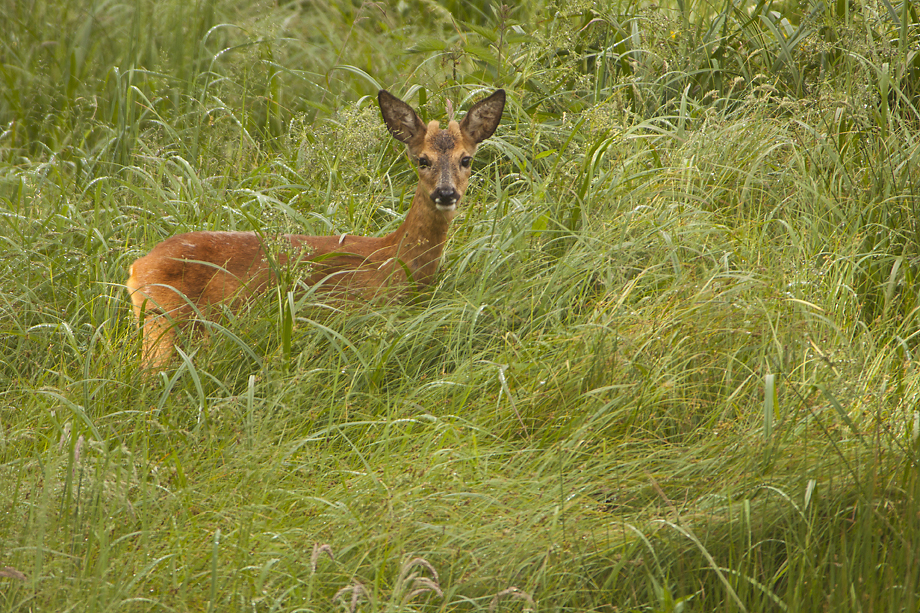
Reh im Schönbuch

## Freizeit und Sport

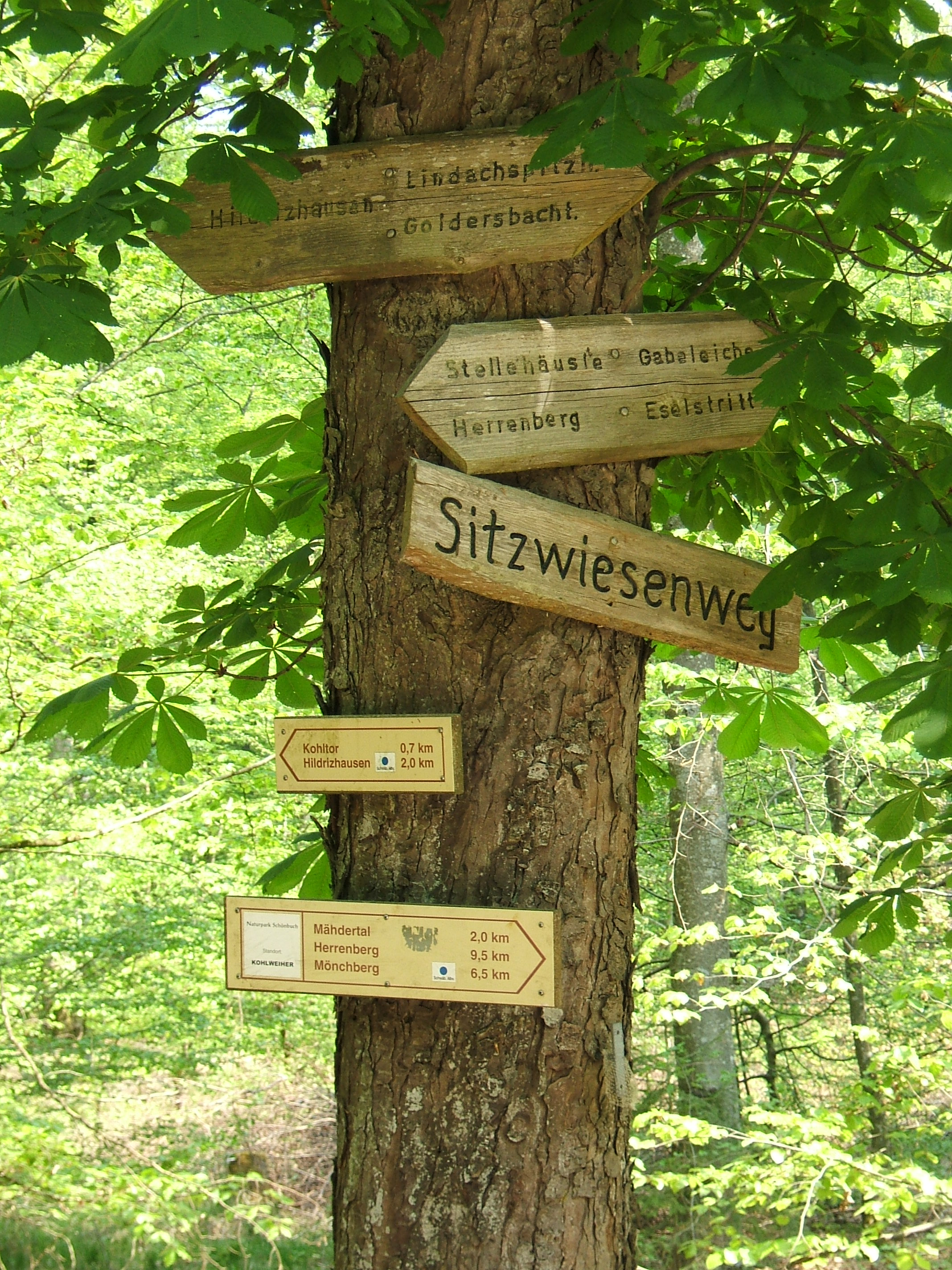
Oben alte, unten neue Beschilderung

Heute ist der Schönbuch wirtschaftlich kaum noch von Bedeutung; neben dem Naturschutz überwiegen heute die Nutzungsbereiche Erholung und Freizeitsport, denen im Bundesnaturschutzgesetz Gleichrangigkeit eingeräumt wird. Im Jahr wird die Gesamtzahl der Besucher auf 4 Millionen geschätzt; an schönen Tagen sind es dabei bis zu 100.000.

### Infrastruktur
Im Naturpark stehen 560 Kilometer markierte Wanderwege zur Verfügung, die nur zu einem geringen Teil asphaltiert sind. Im Frühjahr 1998 wurde ein neues, einheitliches Beschilderungssystem im Bereich des gesamten Naturparks installiert. Dieses sogenannte „Besucherleitsystem“ wurde mittlerweile vom Bundesumweltministerium ausgezeichnet.
Weiterhin stehen den Besuchern über 100 Parkplätze, 38 Spielplätze, 84 Feuerstellen und 75 Schutzhütten zur Verfügung. Bei ausgedehnten Wanderungen durch den Schönbuch ist man allerdings im Wesentlichen auf Selbstversorgung angewiesen, da die Einkehrmöglichkeiten nicht sonderlich zahlreich und auf die Randgebiete des Naturparks beschränkt sind, was aber die Ursprünglichkeit einer Wanderung unterstreicht. Einkehren kann man beispielsweise im „Schloss Hohenentringen“, der „Weiler Hütte“, dem „Naturfreundehaus Herrenberg“ und verschiedenen Gaststätten in Bebenhausen.
Vergeblich sucht man indessen auch Abfallbehälter im Naturpark. Der zurückgelassene Müll der Besucher war zum ökologischen und finanziellen Problem geworden, so dass die Naturparkverwaltung vor einiger Zeit die Abfalleimer abmontieren ließ. Die Besucher werden dazu angehalten, ihren Müll wieder mit nach Hause zu nehmen. An kritischen Punkten wie Grillplätzen wurden 2003 in dieser Hinsicht ermahnende Schilder aufgestellt.

### Sport
Neben dem Wandern und Spazieren eignet sich der Schönbuch auch für viele Formen des Ausdauersports. Insbesondere der Bereich des Naturparks ist bei Läufern, Nordic Walkern und Radfahrern beliebt. Auch Reiten ist im Schönbuch möglich; hierfür sind spezielle Wege ausgewiesen.
Das große zusammenhängende, nur von wenigen Straßen durchschnittene Waldgebiet eignet sich auch hervorragend für Volksläufe, was an den immer zahlreicher werdenden Veranstaltungen erkennbar ist. Die bekanntesten Läufe sind hier der Schönbuchlauf über 25 Kilometer mit Start in Hildrizhausen und der Nikolauslauf mit Start in Tübingen über die Halbmarathondistanz.
Die aus der ersten Fitness-Welle der frühen 1970er Jahre stammenden und heute etwas aus der Mode gekommenen Trimm-Dich-Pfade sind vielerorts in unbefriedigendem Zustand und sind heute auch aus sportmedizinischer Sicht veraltet. Im Jahr 2005 erarbeiteten die Verantwortlichen des Naturparks zusammen mit der Eberhard Karls Universität in Tübingen ein Konzept, wie die „veralteten“ Einrichtungen zukunftsfähig gemacht werden können. Es bleibt abzuwarten, ob dieses Pilotprojekt als Modell für ähnliche Einrichtungen an anderen Orten dienen kann.

### Lehrpfade und Museen

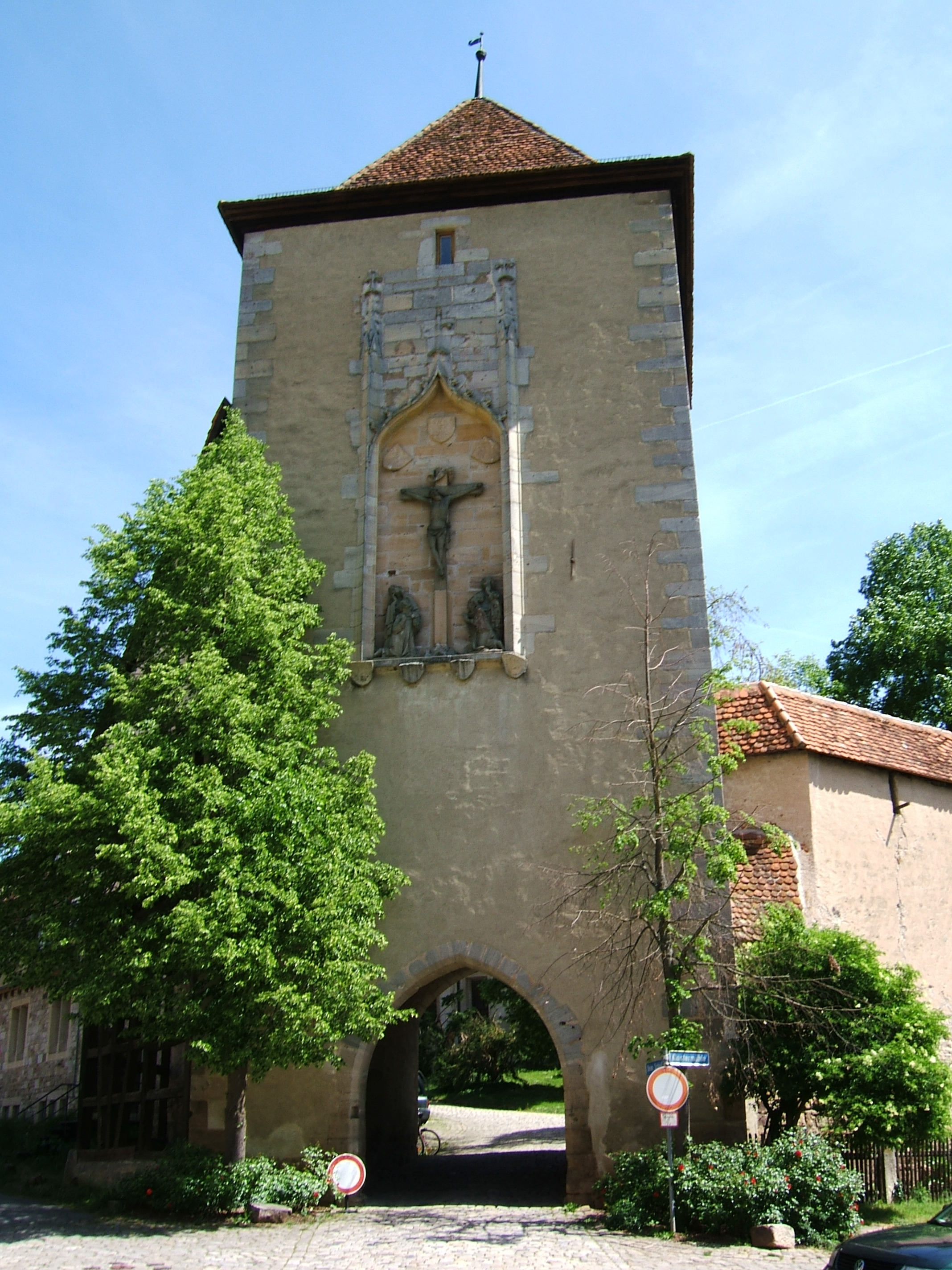
Schreibturm des Klosters Bebenhausen

Neben dem bereits erwähnten Geologischen Lehrpfad Kirnberg gibt es im oder am Rande des Schönbuchs die folgenden Lehrpfade:
- Naturpfad Schlossberg im Herrenberger Stadtwald: Geologie, Bäume, Sträucher, Vogelwelt
- Waldlehrpfad Betzenberg: Geologie, Arboretum, Vogelwelt, Stubensandsteinbruch
- Archäologisch-historischer Lehrpfad Einsiedel: Geschichte von der Hallstattkultur bis zur Vergangenheit des Schlosses Einsiedel, sowie Wald- und Jagdgeschichte
- Geschichtlicher Lehrpfad Echterdingen: Archäologie, Geologie, Heimatkunde, Waldgeschichte

Eine weitere Möglichkeit für weitere Informationen über den Schönbuch bietet das Schönbuchmuseum in Dettenhausen. Dieses ist unterteilt in die folgenden Abschnitte:
- Stein: Geologie und die ehemaligen Steinbrüche des Schönbuchs
- Wald: Wechselvolle Geschichte des Waldes bis zur Gegenwart
- Jagd: Höfische Jagd, Wilderei, moderne Jagdausübung

Im Schreibturm des ehemaligen Klosters Bebenhausen wurde 1997 außerdem das Naturpark Informationszentrum eingerichtet. Dort werden die Aufgaben des Naturparks, des Walds und seiner Funktionen detailliert und anschaulich dargestellt.

## Naturparkverwaltung und Förderverein
Als ältester Naturpark im Land hat der Schönbuch im Unterschied zu den anderen Naturparks in Baden-Württemberg keinen Trägerverein und dadurch keine Einnahmen aus Mitgliedsbeiträgen. Grundlage des Naturparks ist eine Verwaltungsvereinbarung, die 1974 getroffen und im Jahr 2006 erneuert wurde. Der Naturpark-Ausschuss wird von Vertretern der umliegenden Gemeinden, der Landkreise sowie dem Land Baden-Württemberg als Träger des Naturparks gebildet. Als beratendes Gremium steht dem Naturpark-Ausschuss ein Kuratorium zur Seite, in dem auch Vertreter des Naturschutzes, der Regionalverbände, des Schwäbischen Albvereins, des Fremdenverkehrverbandes und der Land- und Forstwirtschaft Stimmrecht haben. Der Naturpark-Ausschuss und dieses Kuratorium bilden zusammen das Naturpark-Gremium, in dem alle für den Naturpark wichtigen Entscheidungen getroffen werden. Mit der Naturpark-Verwaltung ist die Forstdirektion Tübingen in Bebenhausen betraut.
Die Arbeit des Naturpark-Gremiums wird vom 1991 gegründeten Förderverein Naturpark Schönbuch e. V. unterstützt. Der Förderverein hat heute 260 Mitglieder, darunter neben vielen Privatpersonen auch Körperschaften, Firmen, Wander-, Fremdenverkehrs- und Heimatvereine. Der Förderverein leistet nicht nur Öffentlichkeitsarbeit, sondern unternimmt auch natur- und heimatkundliche Forschungen und führt aktive Landschaftspflegemaßnahmen durch. Beispielsweise hat der Verein die 1998 installierte einheitliche Beschilderung initiiert und auch das Informationszentrum im Schreibturm des Klosters Bebenhausen eingerichtet.